# Belváros (Székesfehérvár)
A Belváros (pontosabb megnevezésekkel: óváros, vár, történelmi belváros vagy szűk értelemben vett belváros) Székesfehérvár egyik legkisebb városrésze, mely történelmi és turisztikai szempontból Magyarország egyik legfontosabb területének számít. Északról a Mátyás király körút, délről a Budai út, keletről a Várkörút, nyugatról pedig a Mátyás király körút és a Piac tér határolja. A történelmi belvárost részben ma is városfalak veszik körül, melyek azonban két kivételtől eltérően (Várfal park és Prohászka liget) belső udvarokban húzódnak. A belváros középpontjában található Városház tér a város főtere, a belőle észak felé induló, palotákkal és rezidenciákkal szegélyezett Fő utca a belváros gerince, a város legismertebb sétálóutcája. A falakon belül élő népesség száma alacsony. Ennek nem csak a viszonylag kicsi terület az oka: a belvárosban templomok, múzeumok, irodák, üzletek, szórakozóhelyek, éttermek és kávéházak sokasága található.
A fehérvári vár mai képét túlnyomóan barokk (pl. városháza főépülete) vagy késő barokk (pl. püspöki palota) stílusú épületek jellemzik, de az Árpád fürdő és néhány lakóépület jellegében a szecessziós építészet jegyeit is fellelhetjük, a megyeháza és a híres Magyar Király Szálló klasszicista stílusban épült, a Vörösmarty Színház és néhány lakópalota pedig eklektikus, de szép számmal találunk romantikus épületeket is. A városrészben fellelhetőek a gótika nyomai is, erre a legszebb példa a régi vármegyeháza valamint a város egyetlen teljes épségben fennmaradt középkori műemléke, a Szent Anna-kápolna.
A várban található számos templom, köztük a város székesegyháza, a gótikus–barokk–klasszicista Szent István-bazilika. Az egykori Nagyboldogasszony-bazilika romjait bemutató romkert, mely szintén a történelmi belvárosban található, Magyarország hivatalos nemzeti emlékhelye. Az említett bazilika pedig, melynek a romkertben csupán az alapfalai láthatók, nem volt más, mint a középkori Magyar Királyság szakrális és adminisztrációs központja, ahol 37 magyar királyt koronáztak meg, és amelyet tizenöt uralkodónk végső nyughelyéül is választott.

## Története

### A városalapítástól a török hódoltságig

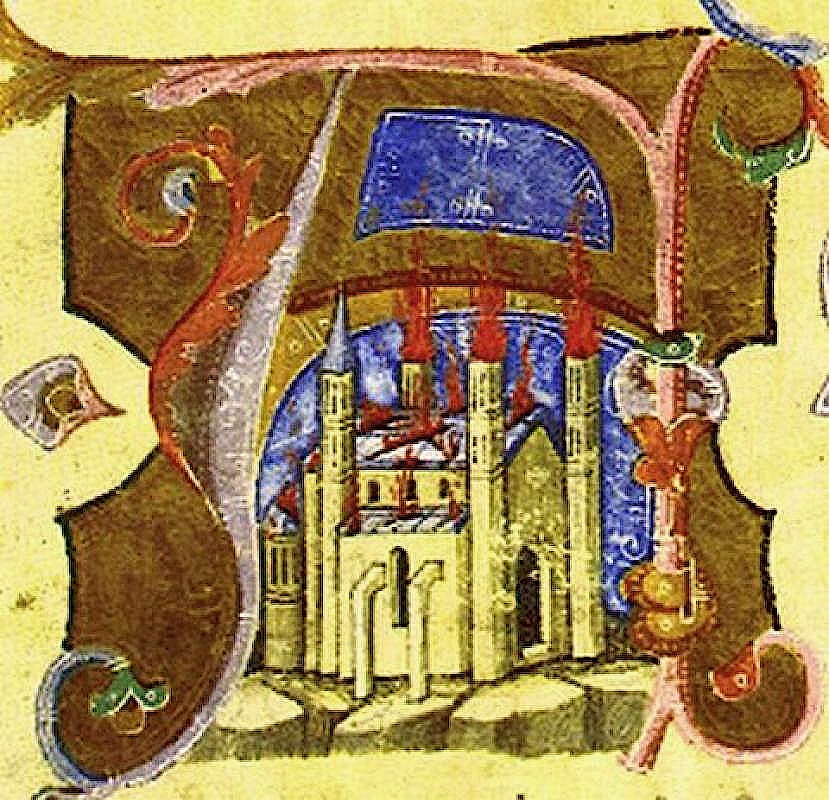
Az égő főbazilika. Iniciálé a Képes krónikából

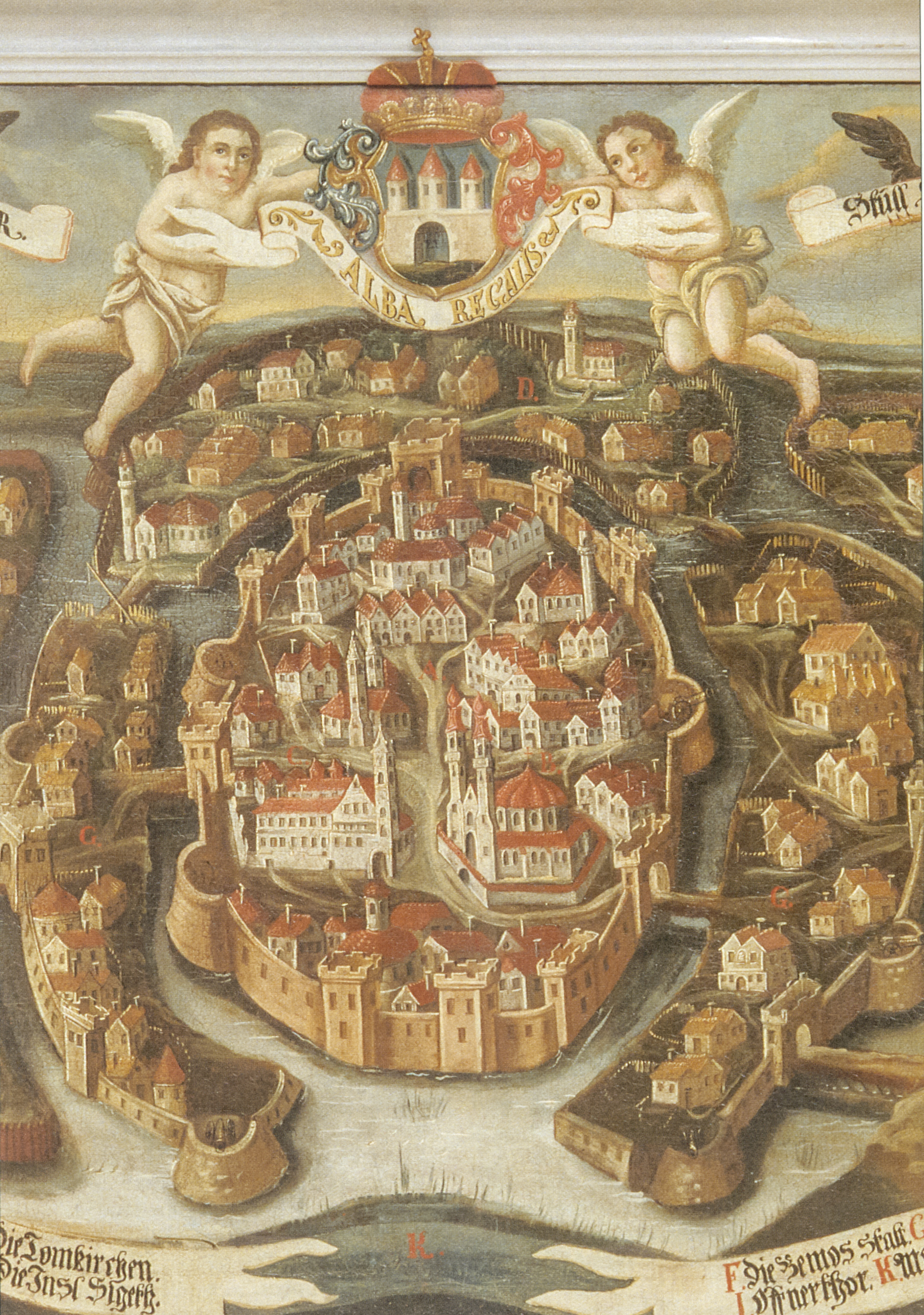
Alba Regia a középkorban

A latinul Alba Regiának elnevezett Székesfehérvár alapítását 972-re teszik, amikor is Géza nagyfejedelem megépíttette fejedelmi kővárát, benne házát és az ország első templomát a mai Szent István-bazilika területén. Ezzel a legősibb magyar városnak tekinthető.
Géza nagyfejedelem fia, I. István tette meg Fehérvárt királyi székhellyé. Ő kezdte meg a bazilika építését, amit utódai egészen a török megszállásig folytattak.
A 13. század és a 15. század között az okmányok egy sor palota építéséről számolnak be. A középkorban virágkorát élő város képét nagyjából 1490-ig számtalan metszeten örökítették meg.
Székesfehérvárt I. Szulejmán oszmán szultán 1543-as hadjárata során foglalta el. A török kort a város jórészt átvészelte, mégis ekkor indult pusztulásnak a Szent István által építtetett, majd az Anjouk és később I. Mátyás által kibővített pompás koronázótemplom, a Nagyboldogasszony-főbazilika: a tornyában tárolt puskapor felrobbant az 1601-es keresztes ostrom során. Az ostrom eredményeképp egy évre magyar kézre került a város, ami aztán újra a töröké lett egészen 1688-ig.
A török időkben a város kétarcú volt és keleties képet mutatott. Mecsetek, minaretek, hamamok, oszmán stílusú paloták tarkították Székesfehérvár képét.

### 18–19. század
A város 1688-ban szabadult fel végleg az oszmán uralom alól. A középkori magyar és a török kori emlékeket szinte egytől egyig lerombolták. Erre a sorsra jutott többek között a koronázóbazilika és a királyi palota, a préposti palota, több templom és kolostor, mecsetek, minaretek, a város három hamamja és a bég palotája. Csak a Szent Anna-kápolna vészelte át ezt az időszakot épségben, de a középkori műemlékek közé sorolhatjuk a IV. Béla által emeltetett belvárosi plébániatemplomot, amelyet barokk stílusban átépítettek, majd az 1777-ben alapított Székesfehérvári egyházmegye székesegyházává tették.
Székesfehérvár 1702-ben alapított jezsuita, majd pálos, végül ciszterci gimnáziuma (ma Ciszterci Szent István Gimnázium) országos ismertségre tett szert. A város 1703-ban kapta vissza a szabad királyi város rangot. A 18. század közepén nagyobb építkezések kezdődtek, ekkor épültek például a karmeliták, a ferencesek és a jezsuiták templom- és rendházépületei. A már említett belvárosi plébániatemplom felújítása 1702-ben kezdődött el (tényleges átépítése 1743-ban vette kezdetét), a városháza főépületének újjáépítése az 1710-es években készült el. Középületek, barokk paloták és polgárházak épültek, melyek közül a legjelentősebb a püspöki palota, ami 1801-re készült el.
A belváros zártsága a XIX. század első harmadában szűnt meg, amikor új utcákat nyitottak, s kapcsolták a külvárosokat a történelmi városmaghoz, a megmaradt mocsarakat pedig lecsapolták. A belváros szerkezetét jelentősen megváltoztatta a Palotai kapu illetve a Budai kapu melletti várfal 1809-es lebontása (A Palotai kapunál a délkeleti falat meghagyták, ma is látható), ugyanis 1810-ben József nádor érkezett a Fejér vármegyei felkelő sereg megszemlélésére. A Budai kaput 1872-ben bontották le, mivel a városi magisztrátus szűknek találta, s így, több polgári ház és várfal lebontásával megnyitották a Nádor utca, a mai Fő utca északi részét. 1843-ban a belváros déli része tűzvész következtében szinte teljesen elpusztult.
Az 1848. március 15-én kirobbant forradalomhoz Székesfehérvár már 16-án csatlakozott. Ezen a napon az Ady Endre (akkor Sas) utcai Fekete Sas kávézóban, a „fehérvári Pilvax”-ban fölolvasták a 12 pontot és a Nemzeti dalt.
Fehérvár a dualizmus korában nem fejlődött sokat, Budapest árnyékában, egyetem nélkül agrár jellegű várossá vált nem nagy jelentőségű iparral, de közlekedési csomópont szerepe ez idő alatt is növekedett.
A belváros képe tulajdonképpen az 1800-as évek közepére elérte mai formáját.

### 20. század
A 20. század első évtizedeiben elkészült néhány jelentős épület, ilyen például az 1902-ben átadott igazságügyi palota pompás épületegyüttese.
Az első világháború idején a belváros utcáin szállásolták el a sérült katonákat, a település valóságos katonai táborrá változott. Ekkor szerzett kitüntető hírnevet a fehérvári lovasezred, amely nem csak népdalok („A fehérvári huszárok”), hanem a képzőművészet központjába is került. Az ő emlékükre készítette Pátzay Pál híres lovasszobrát 1939-ben, mely a Városház téren áll. 

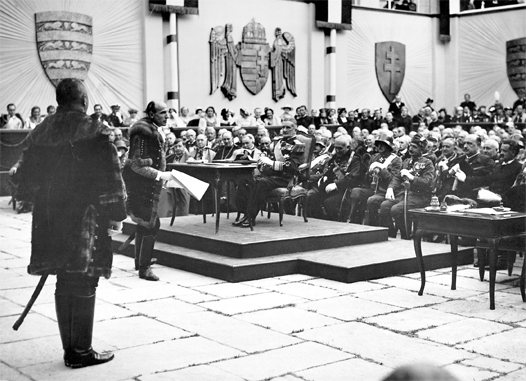
Imrédy Béla miniszterelnök a fehérvári parlament előtt

A város jelentős fejlődésen ment keresztül az 1930-as években Csitáry G. Emil polgármestersége és Hóman Bálint országgyűlési képviselősége idején. Ekkor épült a belvárosi Bartók Béla téren található Megyei könyvtár és Csók István Képtár épülete, illetve a Ciszterci Szent István Gimnázium új épülete. De ekkor került kialakításra a középkori romkert és került elhelyezésre számos jelentős emlékmű. Az 1938-as országos Szent István-emlékév fő helyszíne Székesfehérvár volt, a már említett fejlesztések jó része ehhez az ünnepkörhöz kapcsolódott. Az augusztus 18-ai kihelyezett parlamenti ülés iktatta törvénybe Szent István emlékét és az augusztus 20-i nemzeti ünnepet.
A második világháború nyomott hagyott a belvároson is. Számos műemlék, köztük a ciszterci templom és a Szent István-székesegyház is megsérült. A pesti nagy zsinagógával vetekedő neológ zsinagóga szinte helyrehozhatatlan sérüléseket szenvedett, újjáépítésével nem foglalkoztak, megmaradt romjait elbontották.
A világháború és a rendszerváltás között Székesfehérvár óriási átalakuláson ment keresztül. A város népessége megháromszorozódott, sorra létesültek az ipari negyedek és a lakótelepek, de a belvárost megkímélték az átépítésektől. Az 1972-es év kulturális fellendülést hozott a városban: megemlékezéseket tartottak, emlékműveket emeltek és számos műemlék felújításra került, ugyanis a város alapításának ezredik évfordulóját ünnepelte. Az 1980-as években került kialakításra a palotavárosi skanzen, amiért 1989-ben a város Europa Nostra-díjat kapott.
A rendszerváltás után Fehérvár gazdasága hanyatlásnak indult, a turizmus is visszafejlődött. Ebben az évtizedben indították útjára a Székesfehérvári Királyi Napokat, mely a hanyatló fehérvári turizmus feltámasztását volt hivatott elősegíteni. A gazdaság gyors helyreállításával a város ismét fejlődésnek indult.

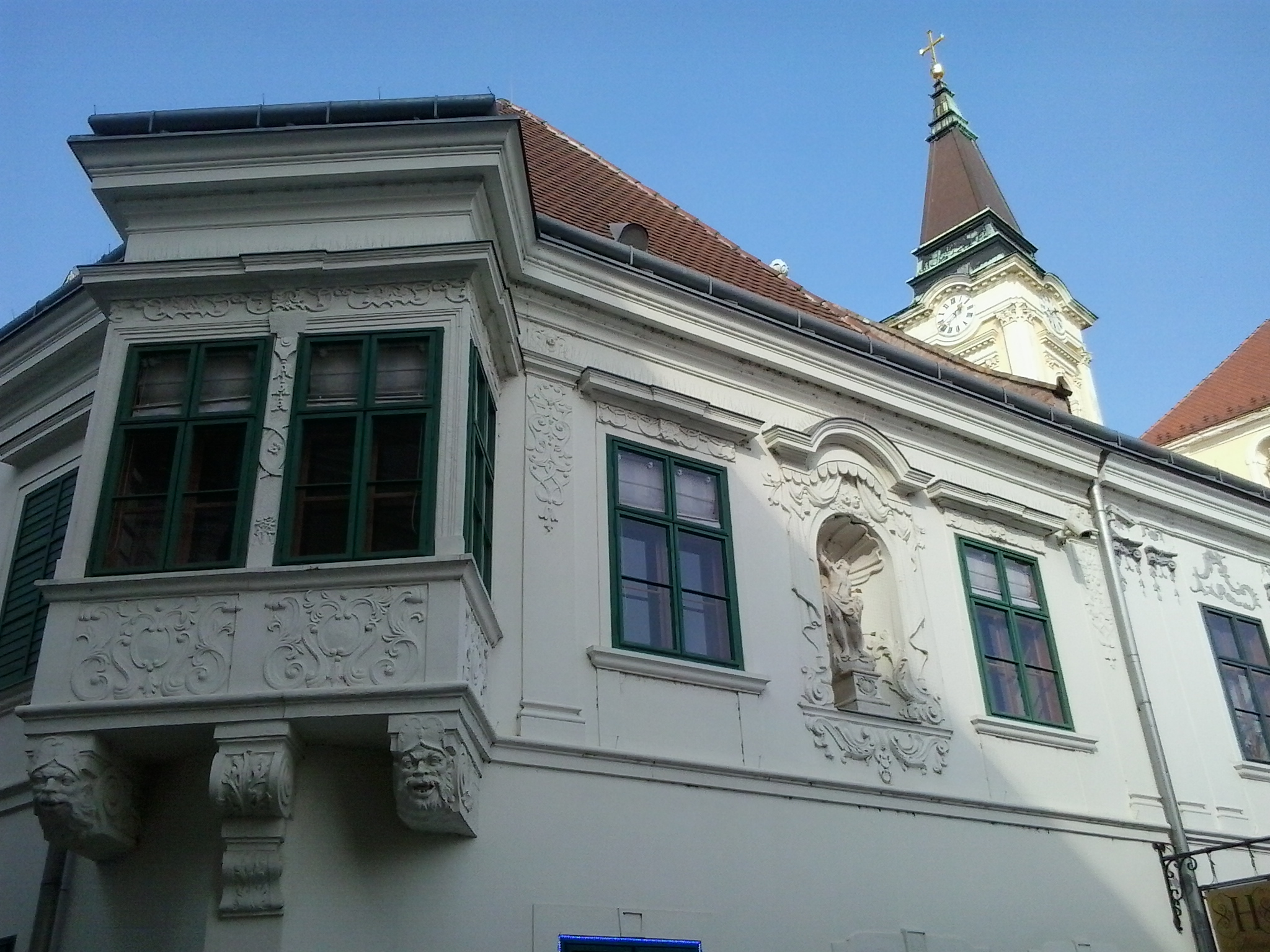
A Hiemer-ház megújult homlokzata

### 21. század
A város gazdaságának megerősödésével egyszerre a belvárosba is visszatért az élet: műemlékek, közterek újultak meg, fesztiválok alakultak, ezekkel párhuzamosan a turizmus is felvirágzott.
2008-ban kezdődött, és 2013-ra fejeződött be a Belváros Rehabilitációja c. projekt egyik szakasza, melynek részeként megújult a teljes Fő utca. A projekt folytatásaként újították föl 2015-re a Várkörutat és a városháza C épületét. 2008-tól a belvárosban a 70-es évek óta nem látott műemlék-felújítási hullám vette kezdetét. A közelmúltban újult meg többek között a Hiemer-ház, a ciszterci templom és a székesegyház is.
A 2013-as Szent István-emlékév első királyunk halálának 975. évfordulója alkalmából került megrendezésre, és a 900. jubileum idején tartott 1938-as emlékévhez hasonlóan került lebonyolításra. A kihelyezett országgyűlésre emlékezve a kabinet kormányülést tartott a városházán, melynek kereteiben Fehérvárt érintő fejlesztésekről döntöttek. Az emlékév egyik csúcspontjaként ismét hazatért a Szent Jobb, mely a Szent István halálának 950. évfordulóján, 1988-ban szervezett ünnepségek óta nem volt látható a városban.

## Közlekedés
A történelmi belvárost egyéni és tömegközlekedéssel egyaránt egyszerű megközelíteni a város minden szegletéből. A városrészt határoló utcák forgalma rendkívül nagy. A keleti határvonalat jelentő több kilométer hosszú Várkörúton az elmúlt években történt fejlesztéseknek köszönhetően enyhült a gépkocsiforgalom. A „fehérvári Andrássy út”-ként emlegetett Várkörút villáival és középületeivel a belváros meghatározó útvonala. Teljes hosszában az egykori várárok helyén fut.

### Tömegközlekedés
A városrészen egyetlen autóbusz-vonal sem halad keresztül, ezzel szemben a városfalak mellett húzódó útszakaszok nagy autóbusz-forgalomnak vannak kitéve. A belváros nyugati felén található Székesfehérvár modern központja, az ország egyik legnagyobb terének számító Piac tér. Itt van a város központi autóbusz-pályaudvara, mely amellett, hogy óriási helyközi autóbusz-forgalmat bonyolít le, a helyi közösségi közlekedés egyik fő csomópontja is. Az óváros kiváló összeköttetésben áll a vasúti pályaudvarral, így a Vasútvidékkel és Székesfehérvár többi városrészével egyaránt.

#### A belvárost érintő helyi autóbuszvonalak
A táblázat a történelmi belváros határát érintő autóbuszvonalakat tartalmazza a városrész szegélyén levő megállók nevével.
| Szám                                         | Útvonal                                                               |
| -------------------------------------------- | --------------------------------------------------------------------- |
| Autóbusz-állomás megállót érintő járatok     |                                                                       |
| 10                                           | Szedreskerti lakónegyed – Orsovai utca                                |
| 11                                           | Szedreskerti lakónegyed – Vásárhelyi utca                             |
| 11A                                          | Csapó utca – Vásárhelyi utca – Sóstói bevásárlóközpont                |
| 11G                                          | Ikarus 3. porta → Autóbusz-állomás                                    |
| 12                                           | Szedreskerti lakónegyed – Sóstói bevásárlóközpont                     |
| 12A                                          | Csapó utca – Sóstói bevásárlóközpont                                  |
| 12Y                                          | Autóbusz-állomás – Bárándi utca                                       |
| 13                                           | Szedreskerti lakónegyed – Vasútállomás – Tejüzem – Babér utca         |
| 13A                                          | Csapó utca – Vasútállomás – Tejüzem – Babér utca                      |
| 13G                                          | Autóbusz-állomás – Vasútállomás – Tejüzem → Babér utca                |
| 13Y                                          | Autóbusz-állomás – Vasútállomás – Tejüzem – Zsurló utca               |
| 14                                           | Szedreskerti lakónegyed – Köfém lakótelep                             |
| 14G                                          | Autóbusz-állomás – Köfém lakótelep                                    |
| 15                                           | Csapó utca – Angol utca – Amerikai fasor forduló                      |
| 15Y                                          | Csapó utca – Logisztikai Központ                                      |
| 26                                           | Jancsár utca – Béla utca                                              |
| 26A                                          | Jancsár utca – Kassai utca / Nagyszombati utca                        |
| 26G                                          | Autóbusz-állomás – Videoton                                           |
| 27                                           | Autóbusz-állomás – Európa Ipari Park                                  |
| 36                                           | Vasútállomás – Hernád utca                                            |
| 37                                           | Vasútállomás → Feketehegy → Vasútállomás                              |
| 38                                           | Vasútállomás – Videoton Ipari Park                                    |
| 40                                           | Csapó utca → Kórház → Vasútállomás → Maroshegy → Csapó utca           |
| 41                                           | Csapó utca → Maroshegy → Vasútállomás → Kórház → Csapó utca           |
| 42                                           | Csapó utca – Tejüzem – Börgönd                                        |
| 43                                           | Csapó utca → Vasútállomás → Kórház → Csapó utca                       |
| 44                                           | Csapó utca → Kórház → Vasútállomás → Csapó utca                       |
| Országzászló tér megállót érintő járatok     |                                                                       |
| 16                                           | Szedreskerti lakónegyed – Ybl Miklós lakótelep – Tejüzem – Babér utca |
| 17                                           | Csapó utca – Köfém lakótelep                                          |
| 30                                           | Vasútállomás → Kórház → Feketehegy → Kórház → Vasútállomás            |
| 33                                           | Vasútállomás → Laktanyák → Fecskeparti lakótelep → Vasútállomás       |
| 34                                           | Vasútállomás → Fecskeparti lakótelep → Laktanyák → Vasútállomás       |
| Ybl Miklós lakótelep megállót érintő járatok |                                                                       |
| 16                                           | Szedreskerti lakónegyed – Ybl Miklós lakótelep – Tejüzem – Babér utca |
| 17                                           | Csapó utca – Köfém lakótelep                                          |
| 26                                           | Jancsár utca – Béla utca                                              |
| 26A                                          | Jancsár utca – Kassai utca / Nagyszombati utca                        |
| 26G                                          | Autóbusz-állomás – Videoton                                           |
| 27                                           | Autóbusz-állomás – Európa Ipari Park                                  |
| 30                                           | Vasútállomás → Kórház → Feketehegy → Kórház → Vasútállomás            |
| 38                                           | Vasútállomás – Videoton Ipari Park                                    |
| Zsuzsanna forrás megállót érintő járatok     |                                                                       |
| 23                                           | Jancsár utca – Videoton Ipari Park                                    |
| 24                                           | Jancsár utca – Zsolnai út / Nagyszombati utca                         |
| 25                                           | Jancsár utca – Nyitrai utca / Zobori út                               |
| 33                                           | Vasútállomás → Laktanyák → Fecskeparti lakótelep → Vasútállomás       |
| 34                                           | Vasútállomás → Fecskeparti lakótelep → Laktanyák → Vasútállomás       |
| 35                                           | Vasútállomás – Zone Bevásárlópark                                     |

## Látnivalók

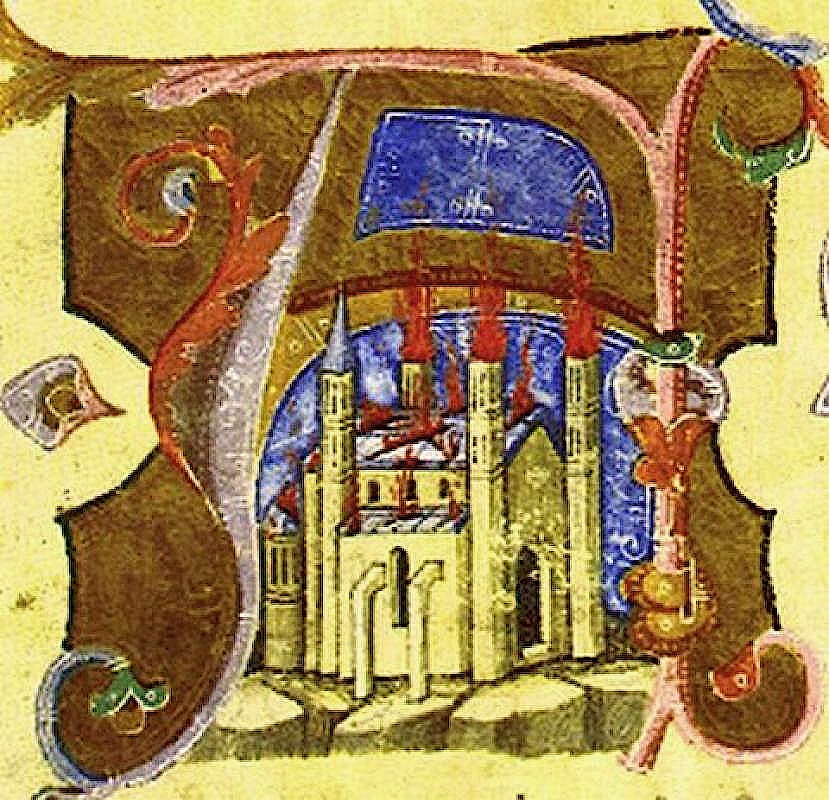
A koronázóbazilika a Képes krónika miniatúráján

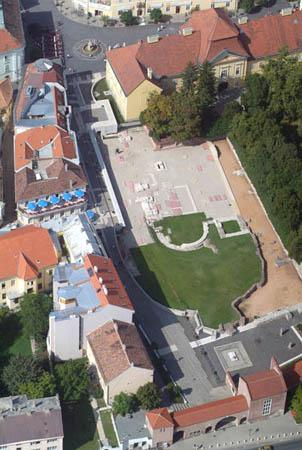
A bazilika romjai a magasból

### Koronázó tér
- Középkori romkert

A középkori romkert az egykori Nagyboldogasszony-bazilika maradványait rejti. Az Európa legnagyobbjai között számon tartott bazilika volt a magyar állam király- és királyné-koronázó temploma több mint ötszáz éven keresztül. Emellett számos temetkezésnek (többek között 15 uralkodó nyughelye), királyi esküvőnek, jelentős tanácskozásnak helyszínéül szolgált e templom. A kezelését végző prépostság – mely csak a királynak és a pápának tartozott számadással – volt az ország legfontosabb hiteleshelye, itt kapott helyet ugyanis a királyi levéltár és a kincsár, továbbá itt őrizték a koronázási jelvényeket is. A prépostság fénykorában a székesfehérvári nagyprépost tekintélye felért az esztergomi érsekével.
A bazilikát I. István király kezdte el építeni 1018-ban, majd 1038-ra (a király halálának évére) csaknem elkészült, bár egy felszentelés után Szent Imre herceget már 1031-ben eltemették a falai között. Más európai bazilikákhoz hasonlóan a székesfehérvári is örökké épült, Szent István utódai folyamatosan bővítették, szépítették, átépítették. Pusztulását a török hódoltság alatti keresztes ostrom és a 18–19. század nemtörődömsége okozta.
- Szent István-mauzóleum

A romkerthez tartozó, a romokat a Várkörúttól elválasztó épületegyüttes az 1938-as Szent István-emlékévre épített mauzóleum. A várfal és városkapuk hatását keltő épületen belül, az Aba-Novák Vilmos monumentális szekkójával díszített mauzóleumban tekinthető meg Szent István feltételezett szarkofágja. A mauzóleum és a romterület ma egyike Magyarország nemzeti emlékhelyeinek. A Szent István Király Múzeum kezeli, hétfő kivételével minden nap látogatható.

### Városház tér
Székesfehérvár leghíresebb és egyben legszebb tere az L alakú Városház tér, melyet és impozáns épületek vesznek körül. A jelentős barokk épületek mellett szobrok, emlékművek és emléktáblák sokasága teszi Magyarország egyik legszebb közterévé.
- Püspöki palota

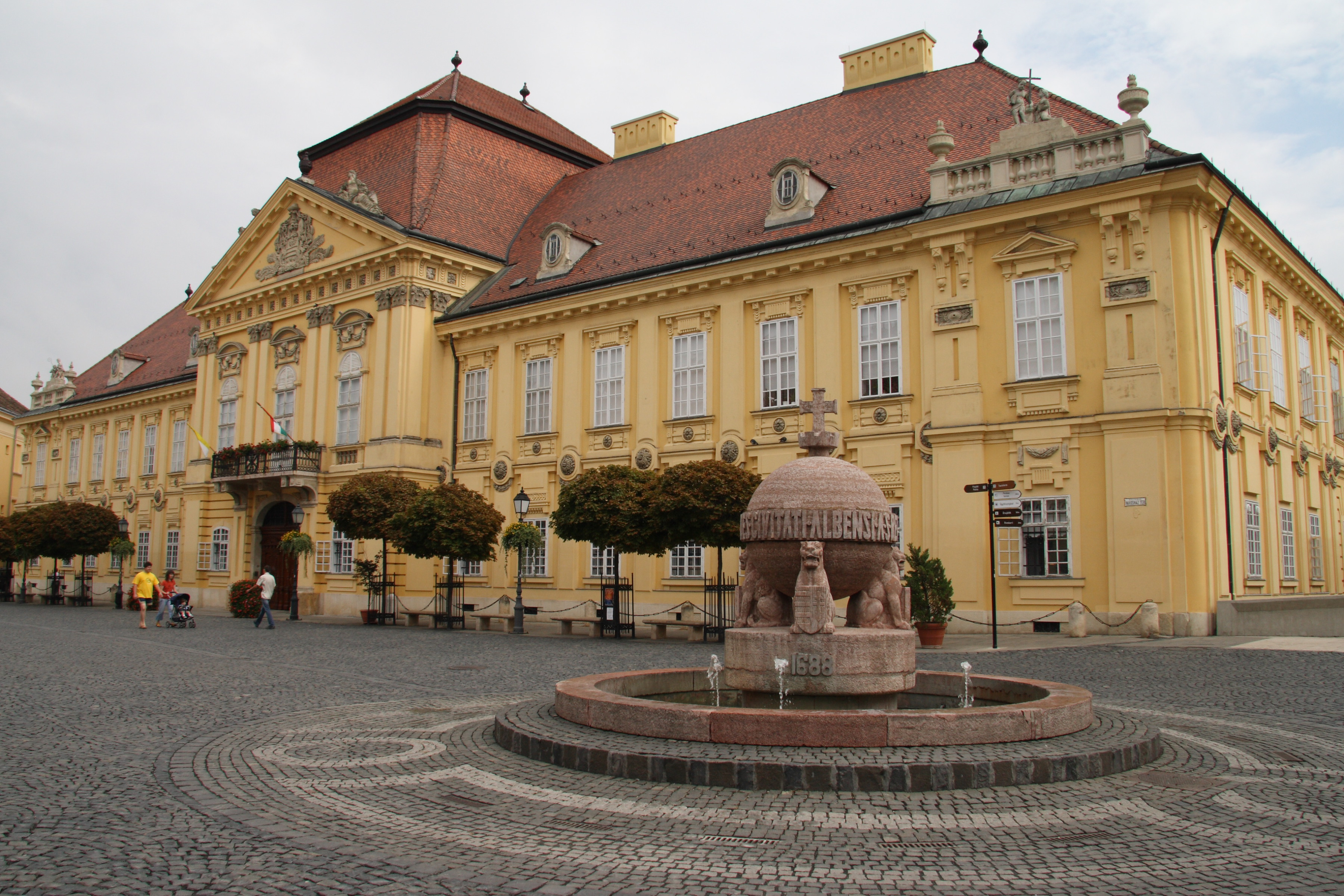
A Városház tér a püspöki palotával és az Országalmával

A fehérvári püspöki palota 1780–1801 között épült empire és copf stílusban. Magyarország legszebb építészeti emléke ebben a stíluskategóriában. A benne található Püspöki Könyvtár körülbelül 40 000 kötetet számlál a középkori kódexekkel és ősnyomtatványokkal együtt.
- Városháza

A város egyik díszeként tarthatjuk számon, hiszen a három épületből álló együttes barokk stílusú. Biztosan tudhatjuk, hogy 1689-ben már tanácsházaként használták.
- Országalma

Fehérvár történelmi jelentőségét a Városház tér közepén álló díszkút, az Országalma szimbolizálja. Hivatalosan Fehérvári jog az emlékmű neve, de a köznyelvben csak Országalmaként vált ismertté. Közvetlenül a fehérvári jognak nevezett középkori önkormányzati privilégiumcsaládnak állít emléket, melynek köszönhetően Székesfehérvár Magyarország első igazi városává vált, közvetetten pedig az egész magyar államiság és jogfolytonosság szimbólumának tartják. Latin nyelvű felirata: „Libertates Civitati Albensi a. S. Rege Stephano concessæ” (azaz Fehérvár szabad város Szent István kegyéből).
- Szent Imre-templom és ferences rendház

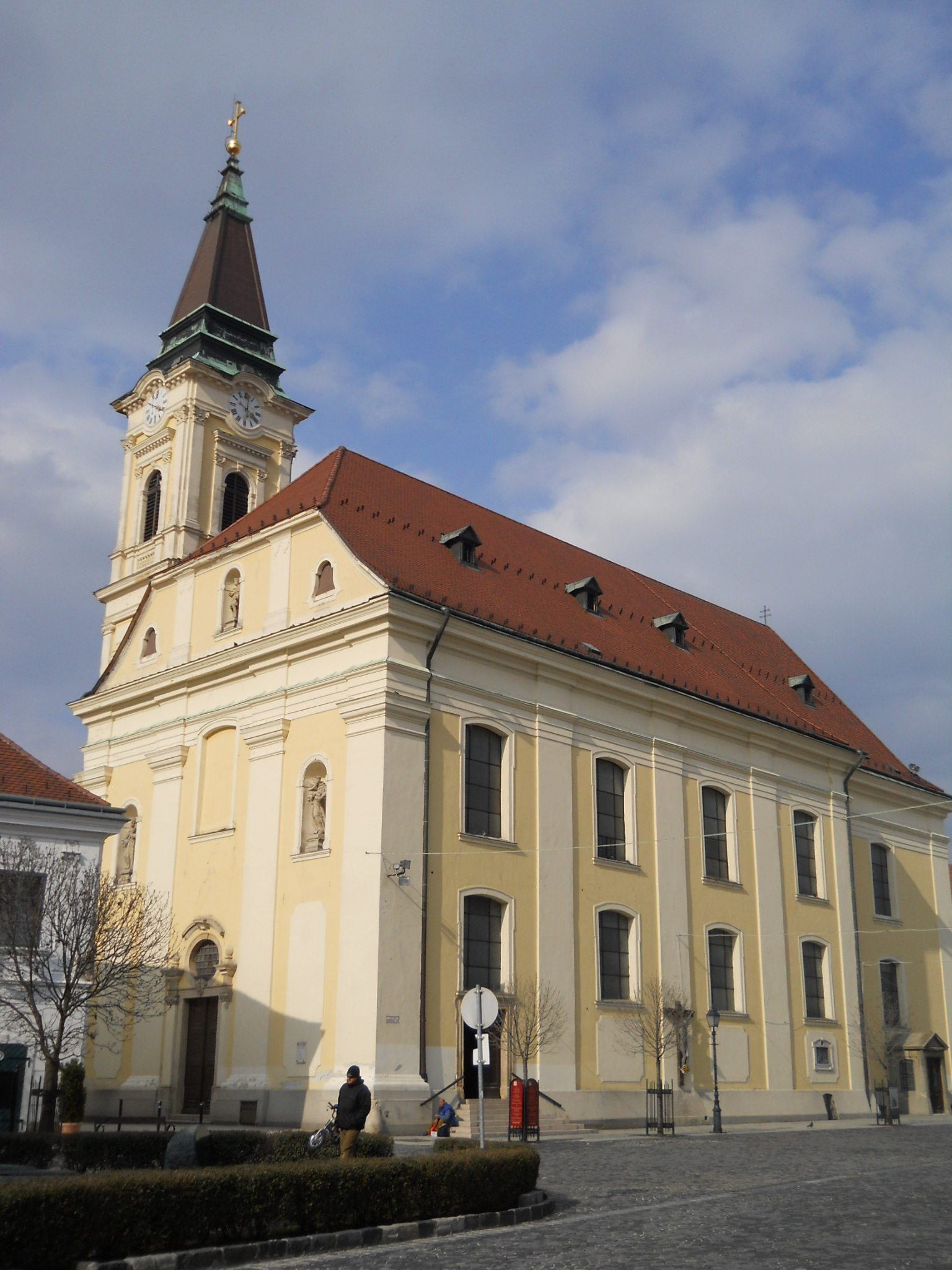
Szent Imre-templom

A gazdag barokk templomot és rendházat a Fehérvárott már a XIII. században is jelenlevő, a török hódoltság után visszatérő ferencesek építették 1720 és 1743 között. A rendházban ma a Székesfehérvári Egyházmegyei Múzeum működik gazdag egyháztörténeti gyűjteménnyel.
- Hiemer–Font–Caraffa-épülettömb

A Hiemer–Font–Caraffa barokk épületegyüttes Székesfehérvár belvárosának egyik, országos szinten is kiemelkedő értékű, egyedileg védett műemléke, a város épített örökségének gyöngyszeme.
- Mujkó szobra

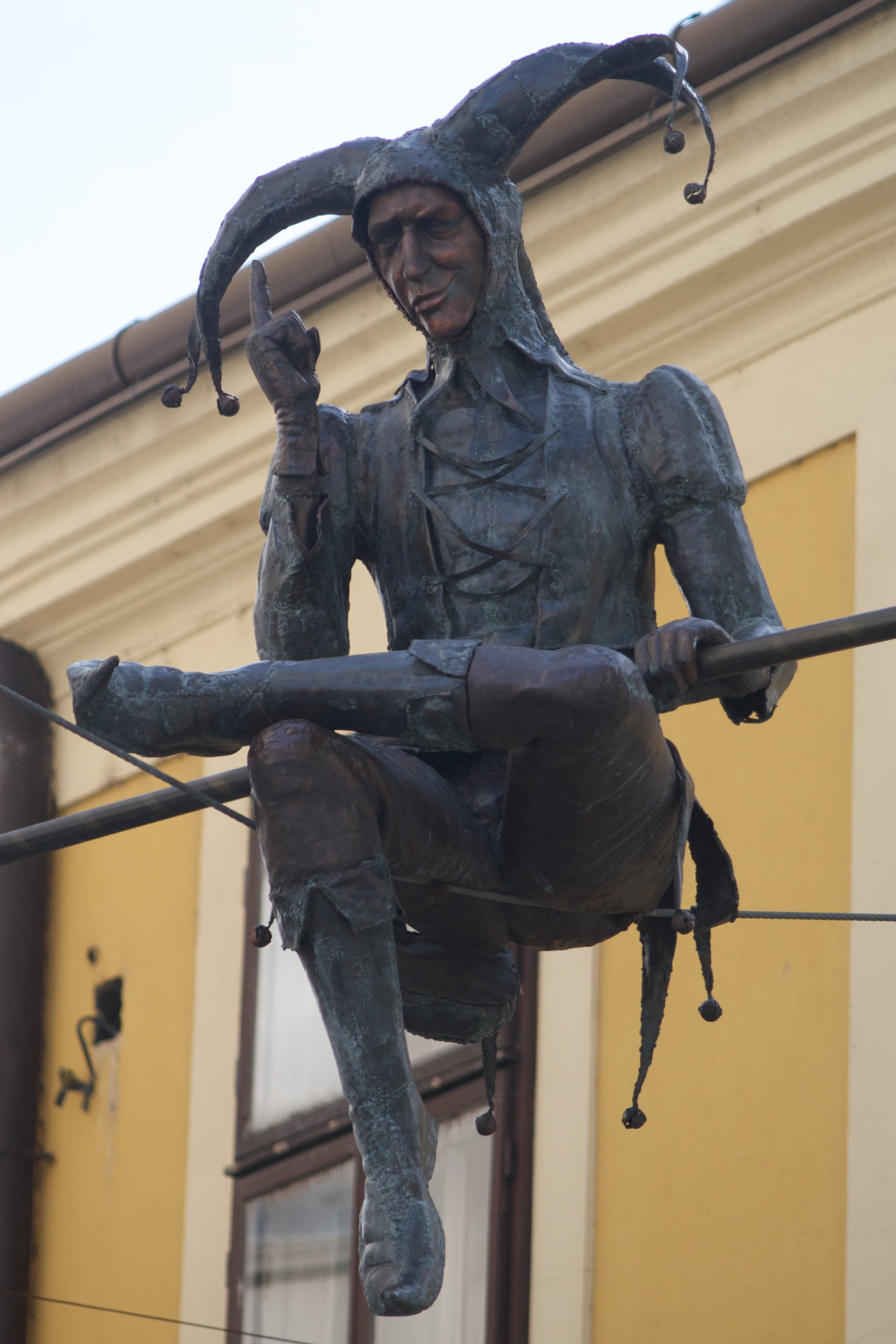
Mujkó a levegőben „egyensúlyoz”

2007 májusában, a VIII. Kortárs Művészeti Fesztivál keretein belül került elhelyezésre Mujkó, I. Mátyás király udvari bolondjának szobra a Kossuth utca és a Vasvári Pál utca Városház téri torkolatában. A nagy méretű szobor különlegessége, hogy néhány drót több méteres magasságban tartja.
- Tízes huszárok emlékműve

Az emlékmű egy kardot tartó mezítelen lovast ábrázol. A Pátzay Pál által készített székesfehérvári szobor a fehérvári huszárok tisztikarának megrendelésére készült 1939-ben.
- Török-kút

Az 1938-as Szent István-emlékévre készült ivókút, mely a ferences rendház sarkán található, a török hódoltság korának állít emléket. Felirata: „Szent István állja itt mindig a vártát!”. A rajta szereplő évszámok (1543 és 1688) a fehérvári török uralom kezdetére és végére utalnak.
- Szent István-emlékjel

A 2015-ös Királyi Napok keretében került átadásra. Latin felirata: "Signum dom Stephani incliti regis", azaz István úr, a kiváló király jele.
- Második világháborús emlékmű

A II. világháború halottainak, polgári áldozatainak, az antifasisztáknak és a deportáltaknak állít emléket. A kompozíció központjának számító harang a Fő utcai ciszterci templom nagyharangja volt, mely a világháborúban szakadt le, miután találat érte az épület egyik tornyát.

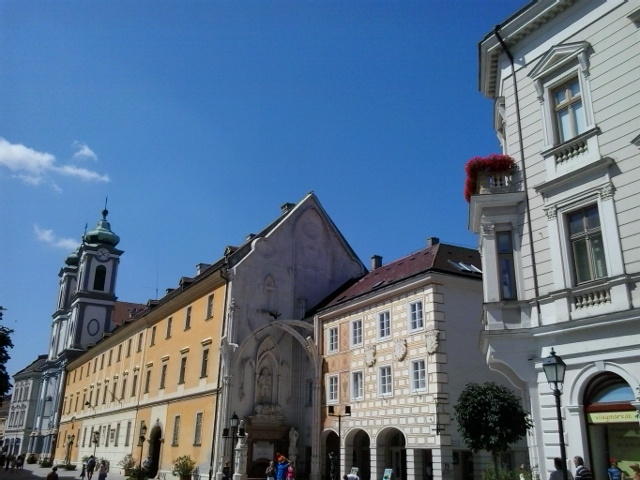
A Fő utca részlete a Mátyás király-emlékművel

### Fő utca
A Budai kapu, valamint több polgári ház és várfal egyes részeinek 1872-es lebontásával nyitották meg egy 11. századi főutcát bővítve a Nádor-utcát, a mai Fő utcát, mely ma hazánk egyik legjelentősebb sétálóutcája.
- Fekete Sas Patikamúzeum

A Fekete Sas Patikamúzeum állandó múzeum Székesfehérvárott. A gyógyszerészet és a gyógynövénytan tudományos múltjába nyújt betekintést.
- Mátyás király-emlékmű

A gótikus építészeti keretben Mátyás életnagyságú alakja áll, lábánál kedvenc oroszlánjai. A magasban a Hunyadi-ház szimbóluma, a gyűrűt tartó holló látható. Melocco Miklós remekműve.
- Vörösmarty Színház

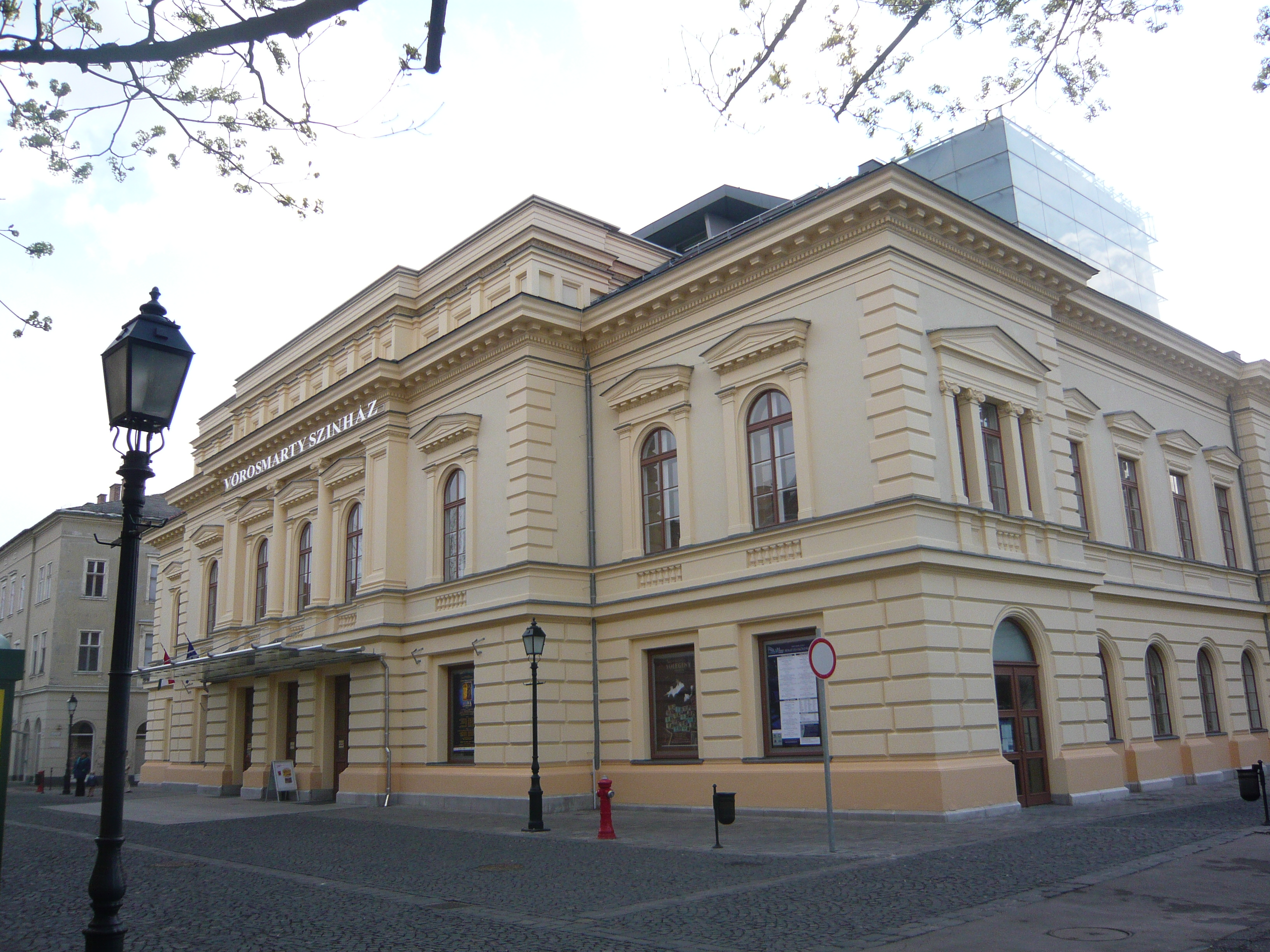
A Vörösmarty Színház

A székesfehérvári Vörösmarty Színháznak nagy múltja, vezető szerepe van a magyarországi színjátszás történetében. Színpadán a legkiválóbb magyar színművészek léptek fel az elmúlt több mint 140 esztendőben.
- Virágóra

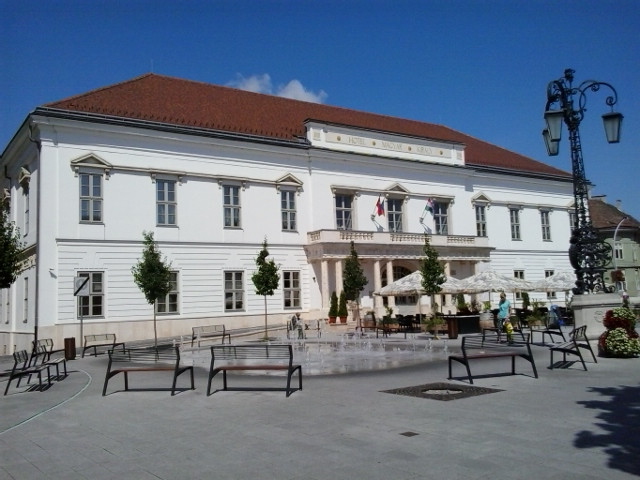
Magyar Király Szálló

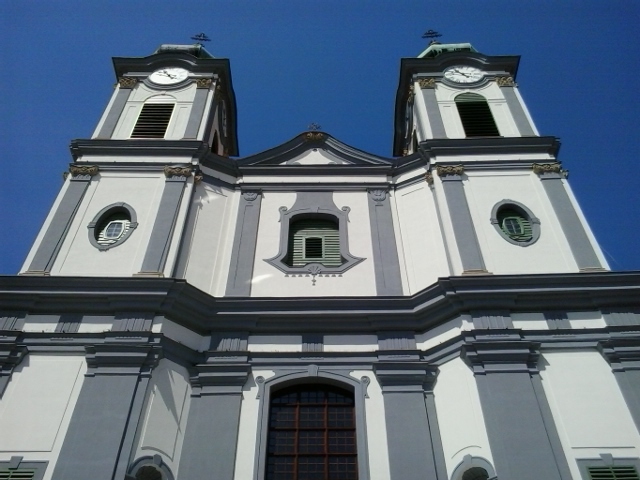
A ciszterci templom főhomlokzata

A város eme érdekes nevezetessége évről évre megújuló virágkertészeti alkotás, mely tavasztól őszig mutatja a pontos időt. 1960-ban adták át.
- Magyar Király Szálló

A klasszicista stílusú Zichy-ház 1820 körül épült, tervezője valószínűleg Pollack Mihály volt. Az 1870-es évek eleje óta szállodaként működik.
- Varkocs-szobor

A szobrot Erdei Dezső készítette 1938-ban, a város védelmében hősi halált halt sziléziai várkapitány, Varkocs György emlékére. A szoborhoz 2013-ig nagy, medenceszerű szökőkút is tartozott, amit a Belváros Rehabilitációja Projekt keretében modernizáltak.
- Ciszterci templom

A török kiűzését követően rögvest megérkeztek Székesfehérvárra a jezsuiták. A mai Szent Imre ferences templom helyén állt első templomuk, a korábbi dzsámi. Fél évszázad elteltével új templom építésébe kezdtek

### II. János Pál pápa tér
- Szent Anna-kápolna

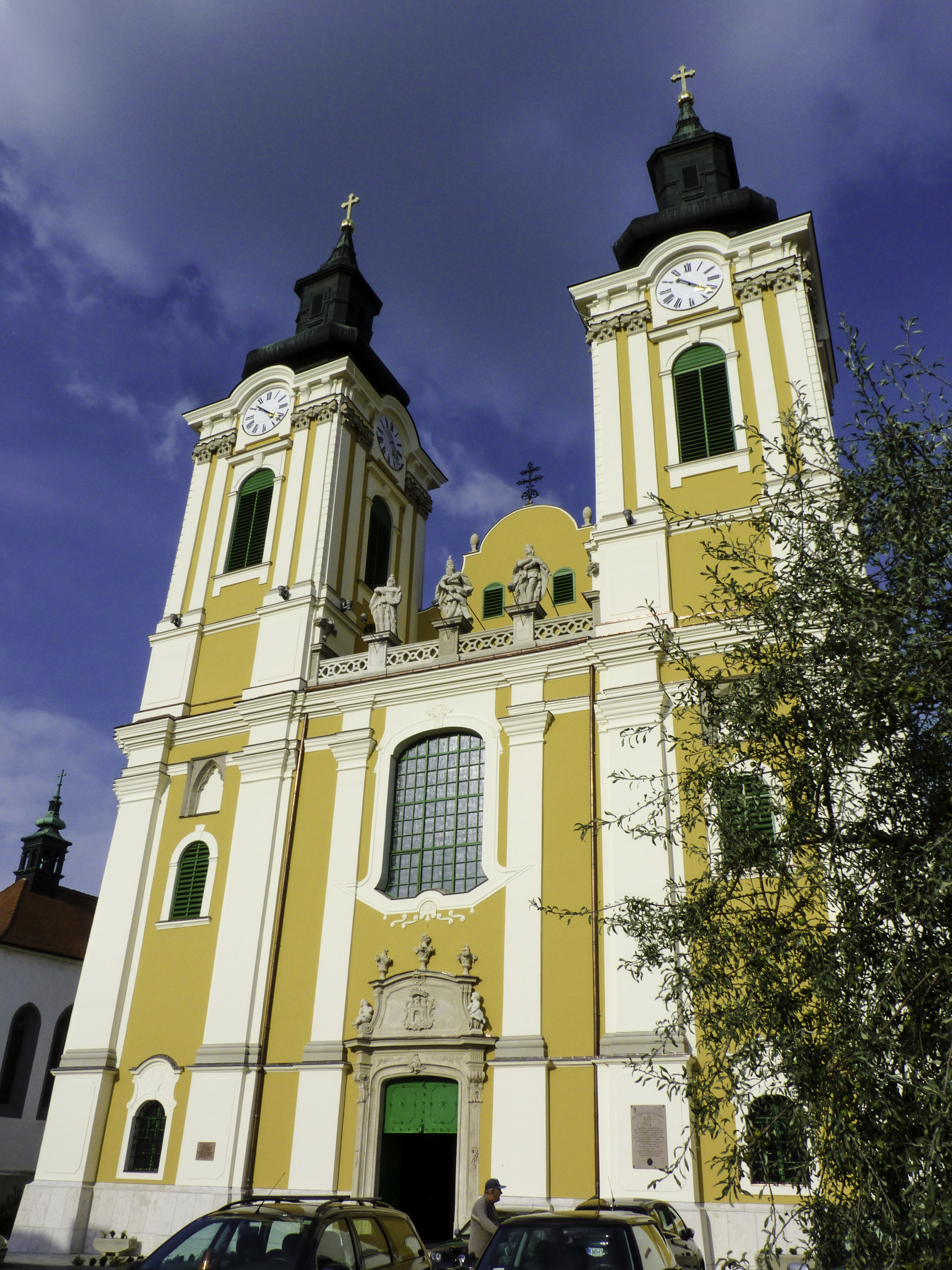
Szent István-bazilika

A Szent Anna kápolna a város egyetlen épen maradt gótikus műemléke, valamint az egyetlen épségben fennmaradt középkori épülete. Hunyadi Mátyás korában, 1474-ben építtette Hentel, fehérvári polgár.
- Szent István-bazilika

A Székesfehérvári egyházmegye főtemploma a belváros legmagasabb pontján, Géza nagyfejedelem egykori templomának helyén áll. A rendkívül gazdag barokk bazilika Mária Terézia királynő támogatásával épült újjá 1771-re. 1777 óta a Székesfehérvári egyházmegye széktemploma.

### Géza nagyfejedelem tér
- Géza nagyfejedelem szobra

Géza nagyfejedelem bronzból készült életnagyságú szobrát Meszlényi János készítette 1972-ben, Géza trónra kerülésének 1000. évfordulóján, amely egyben Fehérvár alapításának is millenniuma volt. Az ülőszobor mellett Géza fehérvári négykaréjos templomának kicsinyített alaprajza is látható. Az emlékművön ez olvasható: GÉZA NAGYFEJEDELEM 972–997 FEHÉRVÁR ALAPÍTÓJA.
- Szűz Mária-kegyhely

Szűz Mária kegyszobra egy, a székesegyház melletti barokk lakóház oldalsó homlokzatán kialakított üveges falfülkében található.

### Arany János utca
- Budenz-ház

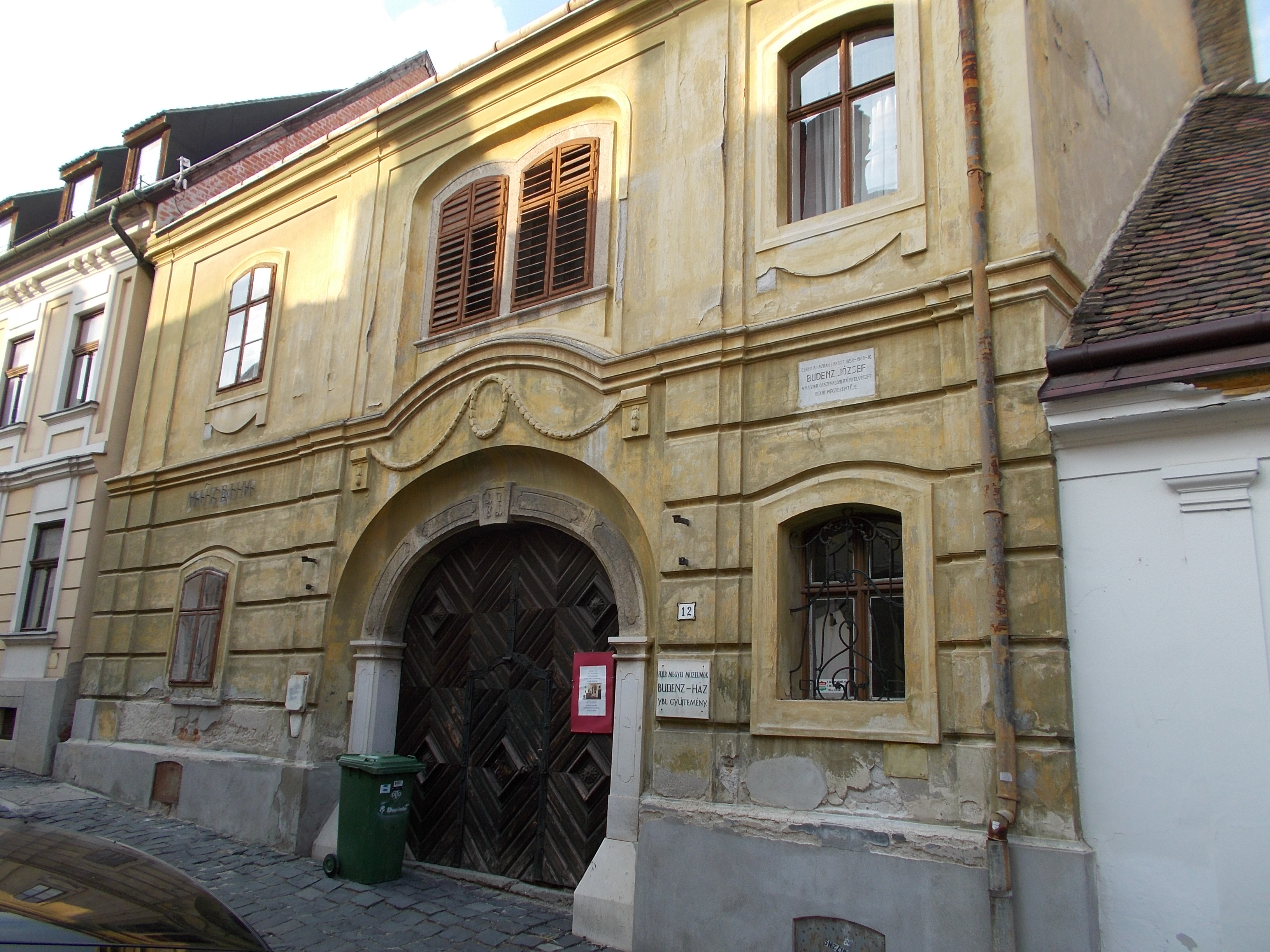
Budenz-ház, Ybl-gyűjtemény

Egyemeletes copf stílusú épület, kosáríves, kőkeretes kapujának zárókövében az 1781-es évszám van.
Középkori alapokon áll, pincéjében XIII. századi kutat tártak fel. A földszint bal oldali ablakán szép copf vasrács van, a kapu fölött ugyancsak copf füzérdísz húzódik.
Külső homlokzatán Budenz József (1836–1892) emléktáblája van. A magyar összehasonlító nyelvészet neves alapítója 1858 és 1860 között, fehérvári tanárként itt lakott.
Az épület helyet ad az Ybl-gyűjteménynek, ami a családnak állít emléket. Képző- és iparművészeti gyűjteménye az emeleti szobákban tekinthető meg.

### Kossuth utca és Kossuth udvar
- Táncosnő

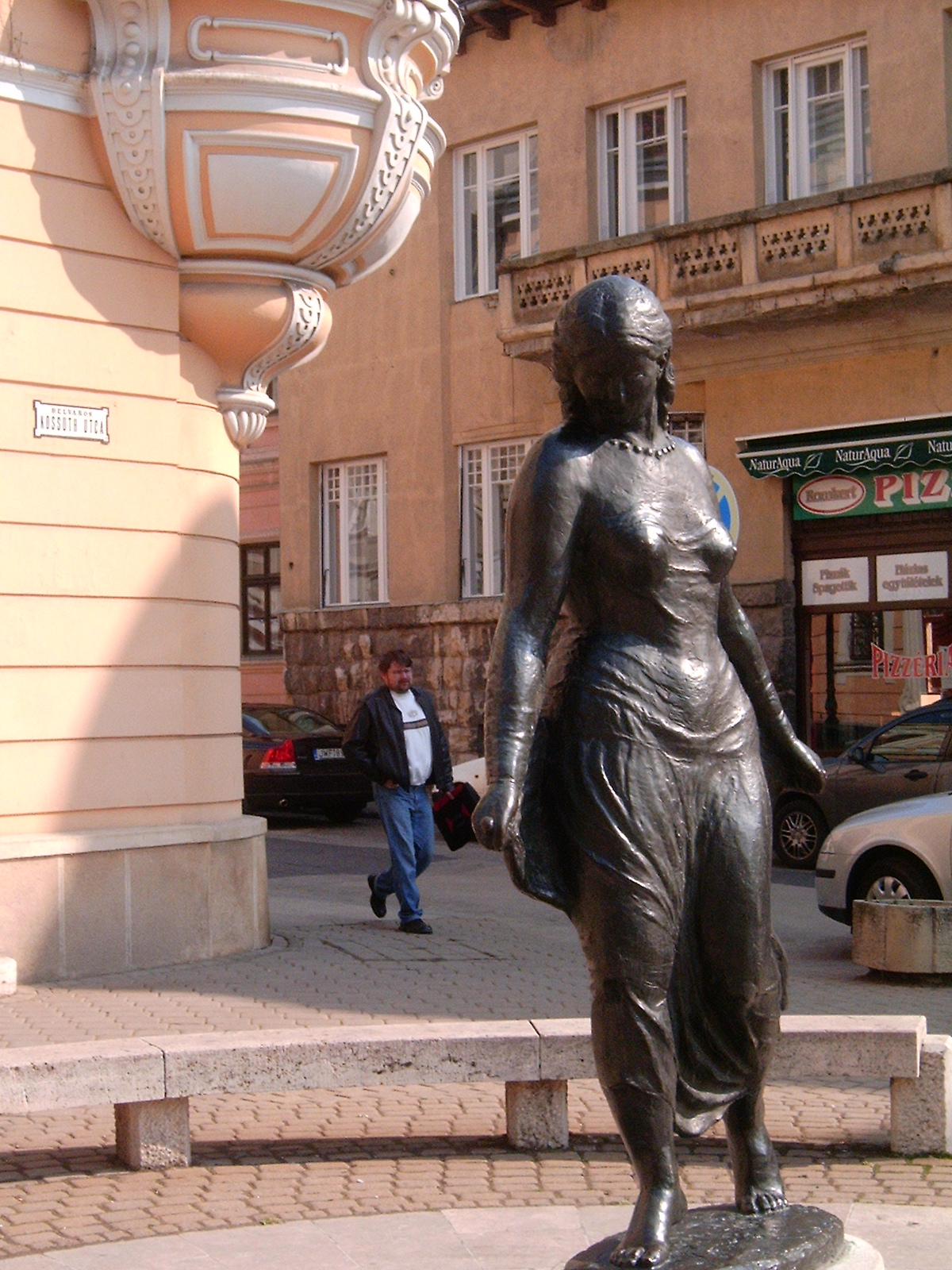
A Táncosnő

A kétszeres Kossuth-díjas Medgyessy Ferenc szobrászművész alkotása a Kossuth és Táncsics Mihály utcák kereszteződésében áll 1984 óta. A művész a szobor készítésekor az ókori egyiptomi és görög szobrászatot vette alapul. Az eredeti szobor 1923-ban készült és nem köztéri alkotás volt. Másolatát az országban több helyen, Székesfehérváron kívül többek között a fővárosi Madách téren is láthatjuk.
- Árpád fürdő

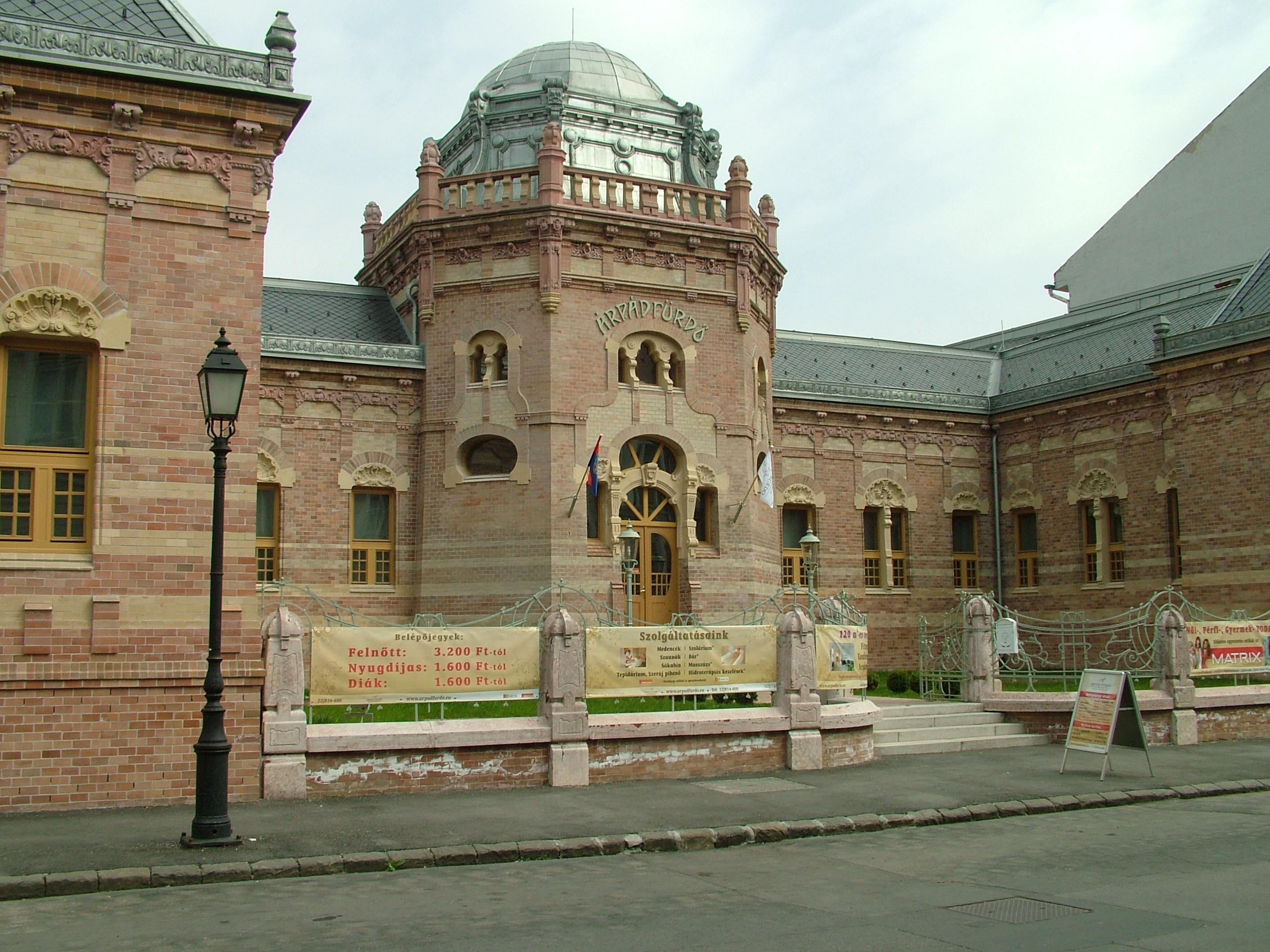
Árpád fürdő

A kevés székesfehérvári szecessziós épületek egyike a Kossuth utcában található Árpád fürdő. A hozzá kapcsolódó szállodarész a Várkörútra nézett. A Hübner Jenő tervei szerint épült fürdő 1905. december 31-én nyitotta meg kapuit, Fehérvár legmodernebb, gyógyászati céllal épült intézményeként. A hamarosan népszerűvé vált fürdőt a Székesfehérvári Kereskedelmi Bank Rt. üzemeltette. A fürdőt az 1920-as évek elején alakították át. Ekkor kisebb melléképületek, valamint szálloda (50 szoba), színház és étterem épült hozzá, amelyeket 1922. november 15-én nyitottak meg. 1926-ban, a Várkörút rendezésekor alakították ki a fürdő kerthelyiségét és a nyári mozit, amely szintén a forgalom növekedését célozta. Ezt követően kezdeményezték az Árpád fürdő gyógyfürdővé nyilvánítását.
Blaha Lujza, a neves énekes-színésznő kedvenc gyógyfürdője volt az Árpád fürdő; az 1920-as években több alkalommal is gyógykezeltette magát Székesfehérváron. A harmincas évek elején a főváros kivételével összesen hét olyan hely volt az országban, ahol ásványvízüzem és gyógyfürdő működött. Ezek közül Balf, Parád, Eger és Szolnok csak nyári működésű volt, s csak Parád és Balf palackozott ásványvizet. Egész évben működő gyógyfürdő két helyen volt ekkor Magyarországon, Balatonfüreden és Székesfehérváron. A város természetes savas gyógyforrásai szénsavas fürdőket biztosítottak. A gyógyszálló szolgáltatásai közé tartoztak a sós és fenyőfürdők, a természetes lápfürdők, az iszappakolások, a vas tartalmú termálfürdők, a kádfürdők és hidegvíz kúrák. A szállóhoz sétány, kert, télikert és kávéház is tartozott.
- Pelikán udvar

A Pelikán udvar a Kossuth udvar része, rendezvények színtere, számos üzlet és kávézó üzemel itt. A Vörösmarty Színház nyári színházat működtet az udvarban. Vándorszínészként fél éven keresztül itt lépett fel Petőfi Sándor, aki ekkor a mai Petőfi Mozi helyén állt épületben lakott.
- Órajáték és Óramúzeum

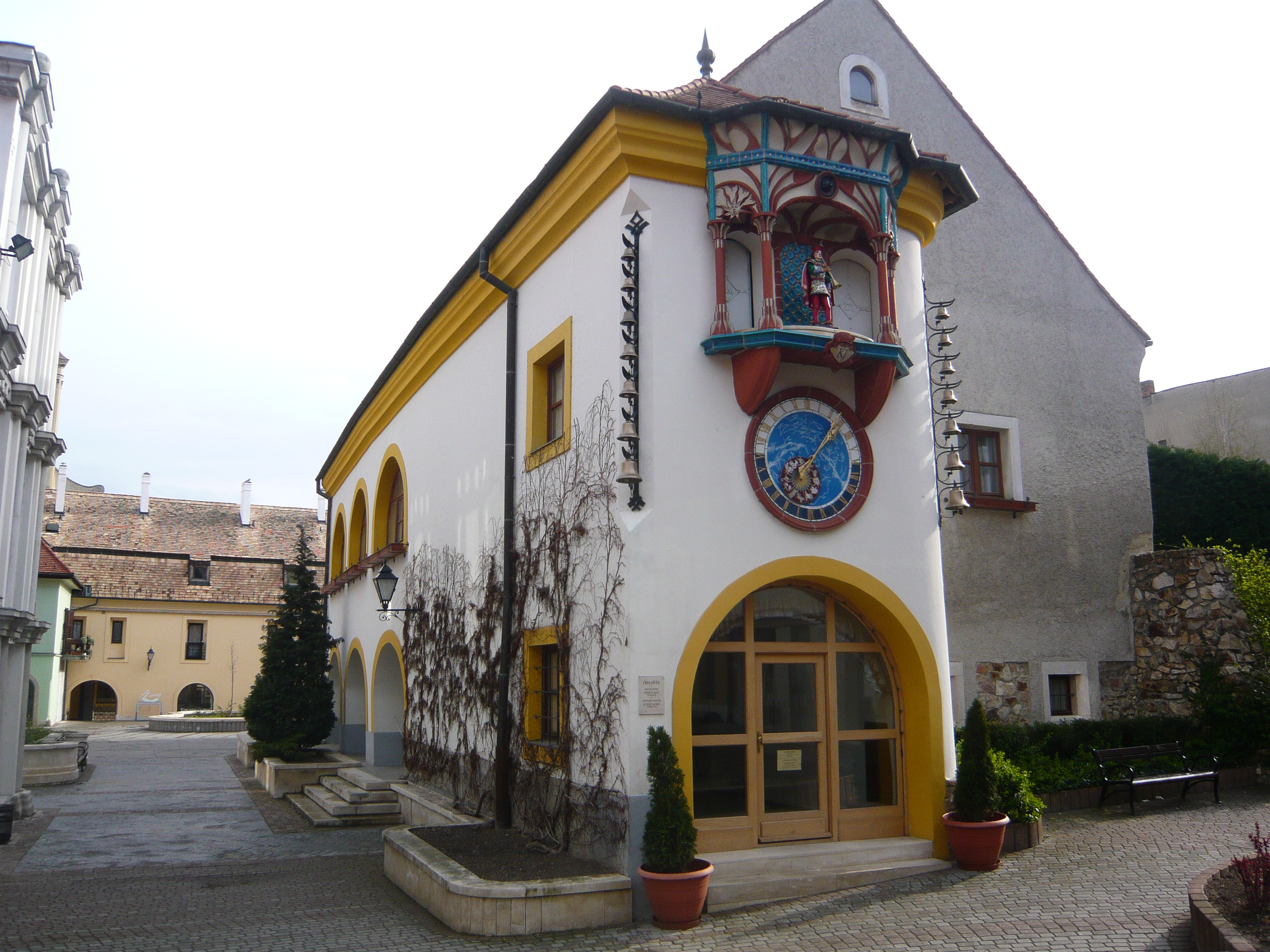
Az Órajáték, alatta az Óramúzeum

Az órajáték figurái a magyar történelem olyan királyi személyiségeit ábrázolják, akiknek nevéhez legendák fűződnek. A történelmi alakok először délelőtt tíz órakor jelennek meg zenei kísérettel, majd a város templomaiban egyszerre megkonduló déli harangszó után láthatjuk őket ismét. Ezt követően két óránként, délután kettő, négy és hat órakor vonulnak fel a királyi alakok. A harangjáték zenéje az „Ah, hol vagy, magyarok tündöklő csillaga” című népének, mely István királyhoz fűződik, és egy középkori dallam, az „O Pastor aeterne”.
Az órajáték szereplői: a harsonás, Szent István király és Szent Imre, Szent László és a kun vitéz, Szent Margit, Szent Erzsébet, Beatrix királyné és Mátyás király.
Az órajátékot készítették: Kovács Jenő órásmester, Ecsedi Mária képzőművész, Korompai Péter keramikusművész és Diós Tibor kovácsmester.

### Szent István tér
- Megyeháza

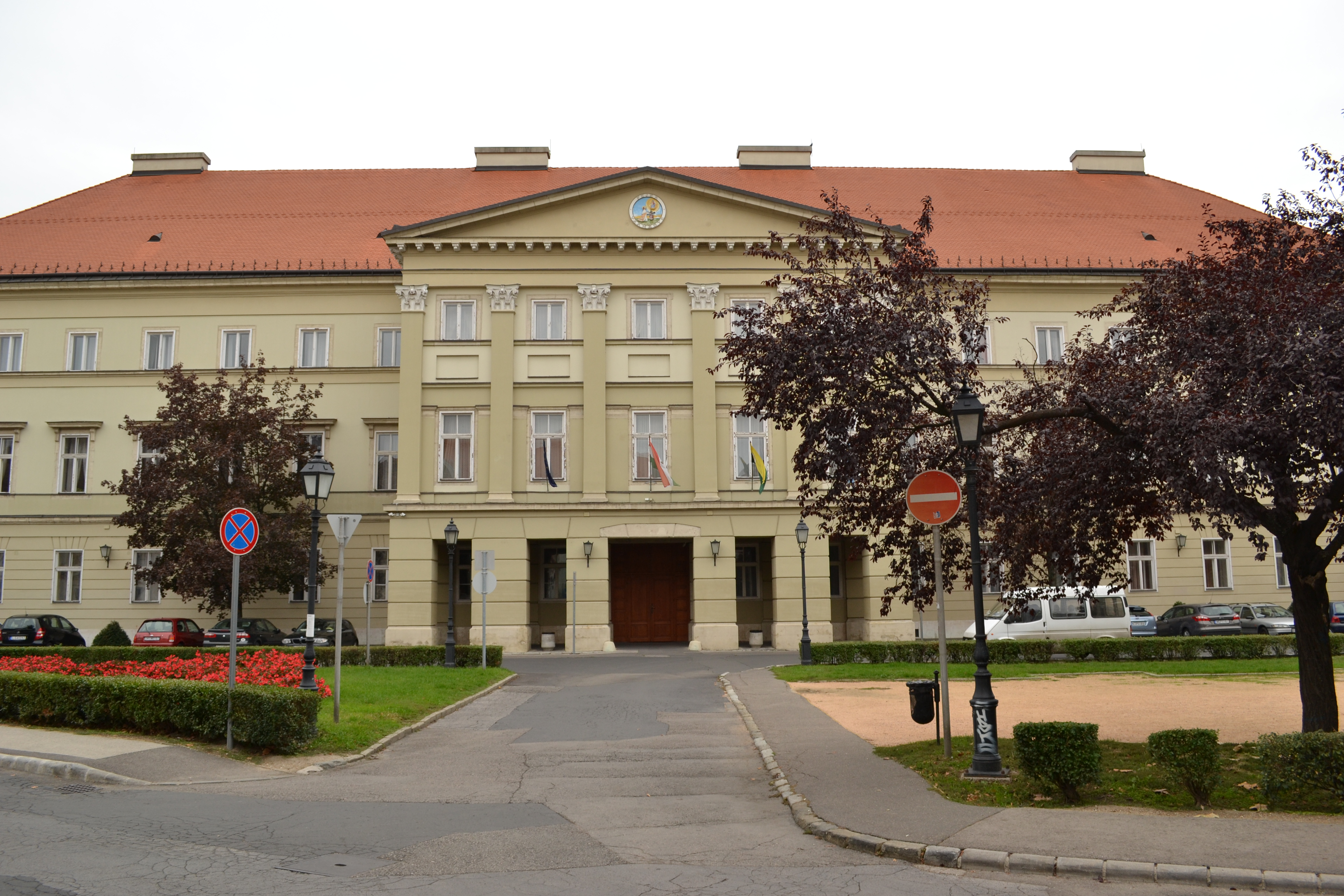
Megyeháza

Fejér megye közgyűlésének háza klasszicista stílusú műemlék épület, mely 1807 és 1812 között épült, részben Pollack Mihály átdolgozott tervei alapján. A megyeház pincéje egészen 1901-ig a vármegye börtöne volt.
- Fejér Megyei Levéltár épülete

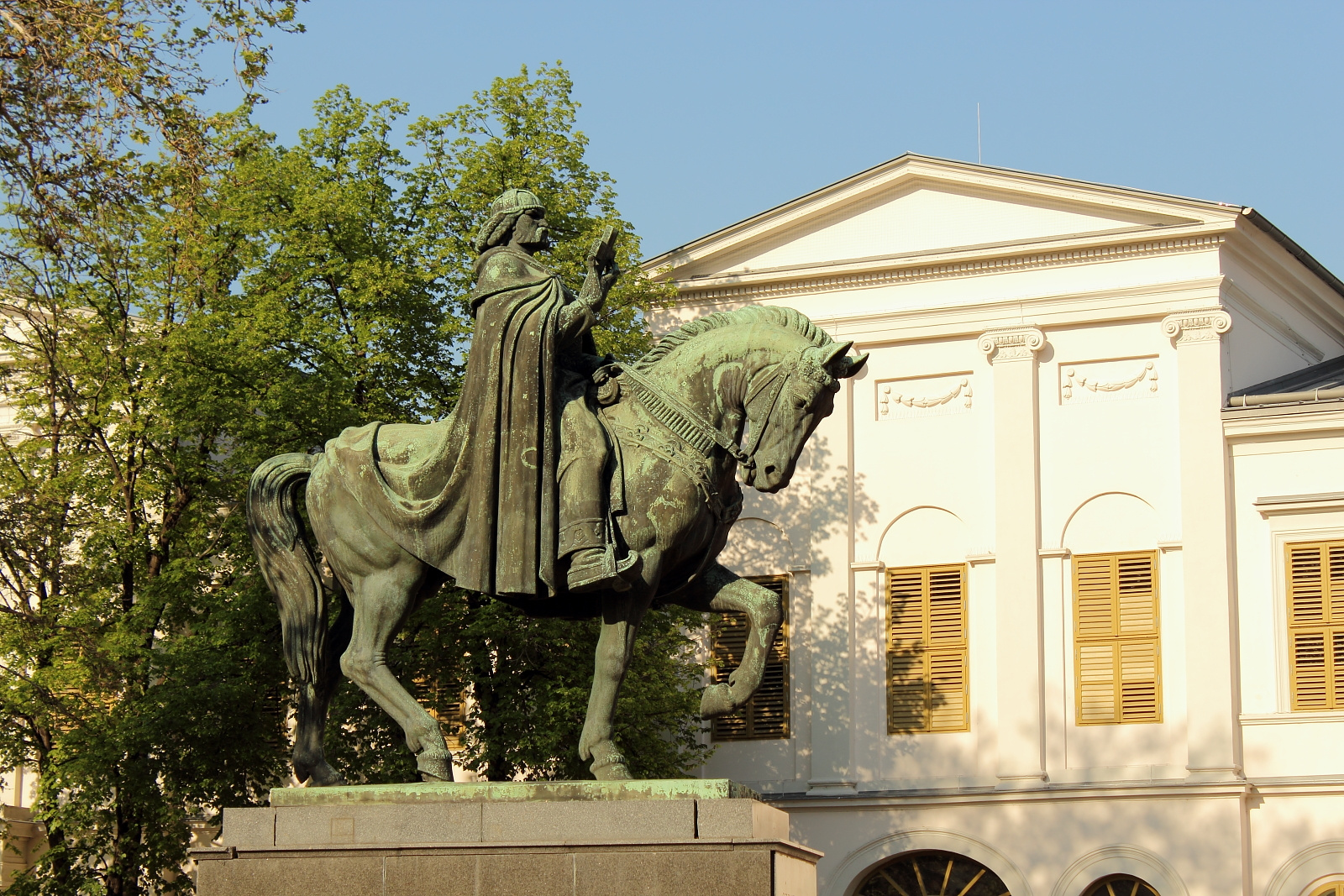
Szent István lovasszobra, háttérben a megyei levéltár épülete

Egyemeletes, klasszicista stílusú épület. Szász Ferenc tervei alapján épült 1831-ben. Két, falpillérekkel tagolt, oromzattal lezárt rizalitja van. A bal oldaliban a páros oszlopokkal díszített kapu felett erkély látható. Kezdetben Farkas Ferenc nagyprépost tulajdona volt, aki a Nőnevelő Intézetnek engedte át.
- Szent István lovasszobra

Az államalapító Szent István fekete svéd gránitlemezekkel burkolt lovas szobrát – Sidló Ferenc alkotását – 1938-ban állították az első magyar király halálának 900. évfordulója alkalmából.

### Egyéb látnivalók
- Istenszemes ház

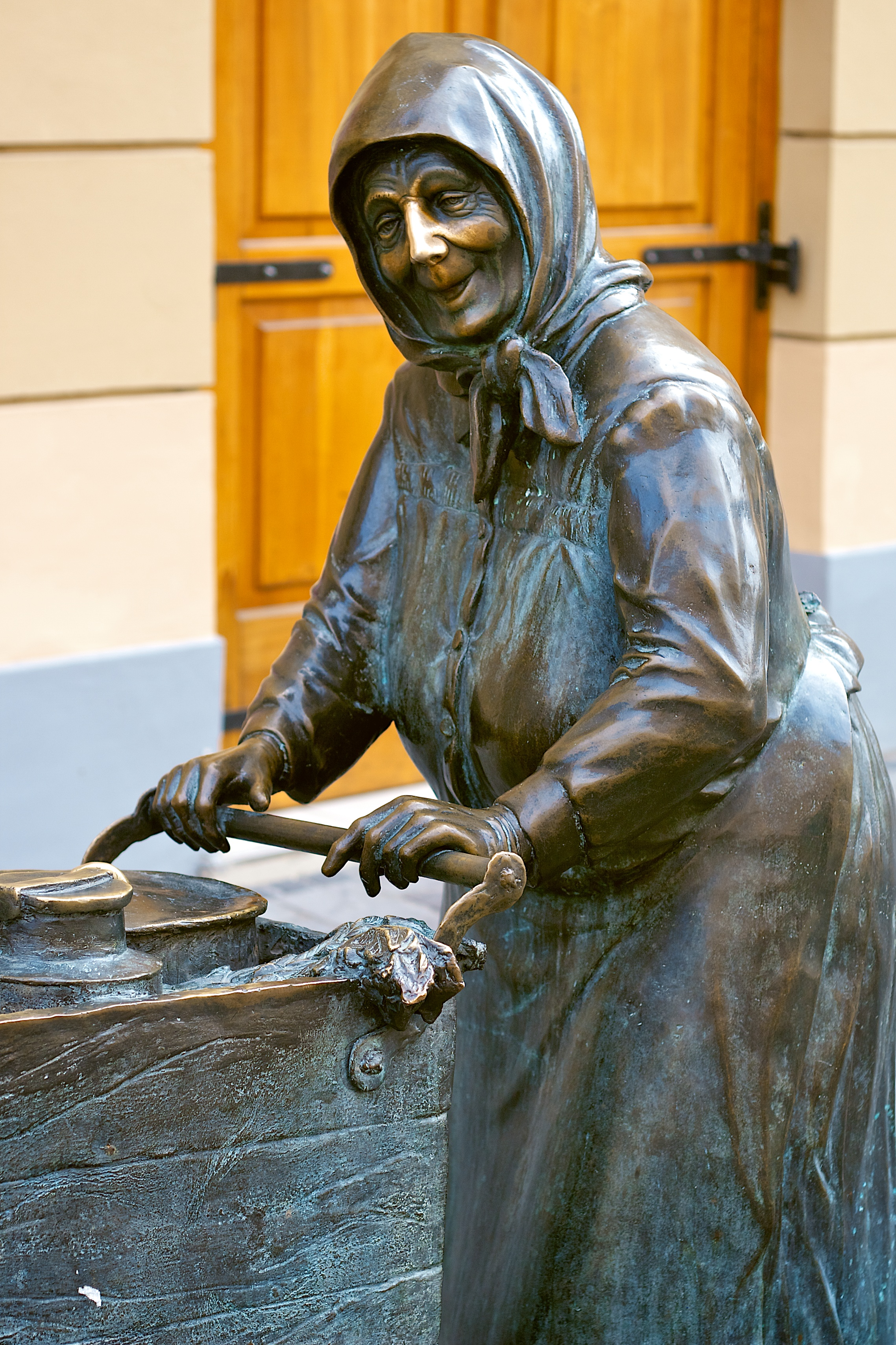
Kati néni, a fertályos asszony

Az Istenszemes ház a Megyeház utcában áll. Nevét annak köszönheti, hogy a szép, míves kialakítású kapu fölötti oromzaton rekonstruált, népi motívumán masnival összekötött füzér és koszorú közepén sugaras Istenszeme-ábrázolás látható. A földszintes lakóház műemléki védelem alatt áll. A barokk stílusban épült, U alaprajzú, XVIII. századi épület népi elemekkel díszített homlokzata a II. világháborúban megsérült, majd az 1960-as évekbeli tatarozás nem állította vissza teljesen eredeti formájára. Az istenszemes ház udvari homlokzata modern, ötletes kialakítású. Piac tér felőli telekhatárán a városfal  húzódik.
- Kati néni szobra

Kati néni bronzszobra a Liszt Ferenc utcában található. A szobor Kocsis Balázs alkotása, amelyet 2001. november 25-én avatták fel több éves kálvária után, mivel a szakhatóságok többszöri alkalomra se engedélyezték, hogy a szobor a jelenlegi helyén álljon.
Székesfehérvárott elterjedt hiedelem, hogy aki megfogja Kati néni szobrának orrát, annak szerencséje lesz.
- Török udvar

A Jókai utcát és a Mátyás király körutat összekötő hangulatos műemlékudvar a Török udvar. Egy 16. századi török fürdő maradványai kerültek napvilágra itt. A feljegyzések tanúsága alapján Güzeldzse Rüsztem budai pasa alapítványából épült.
- Hősök tere

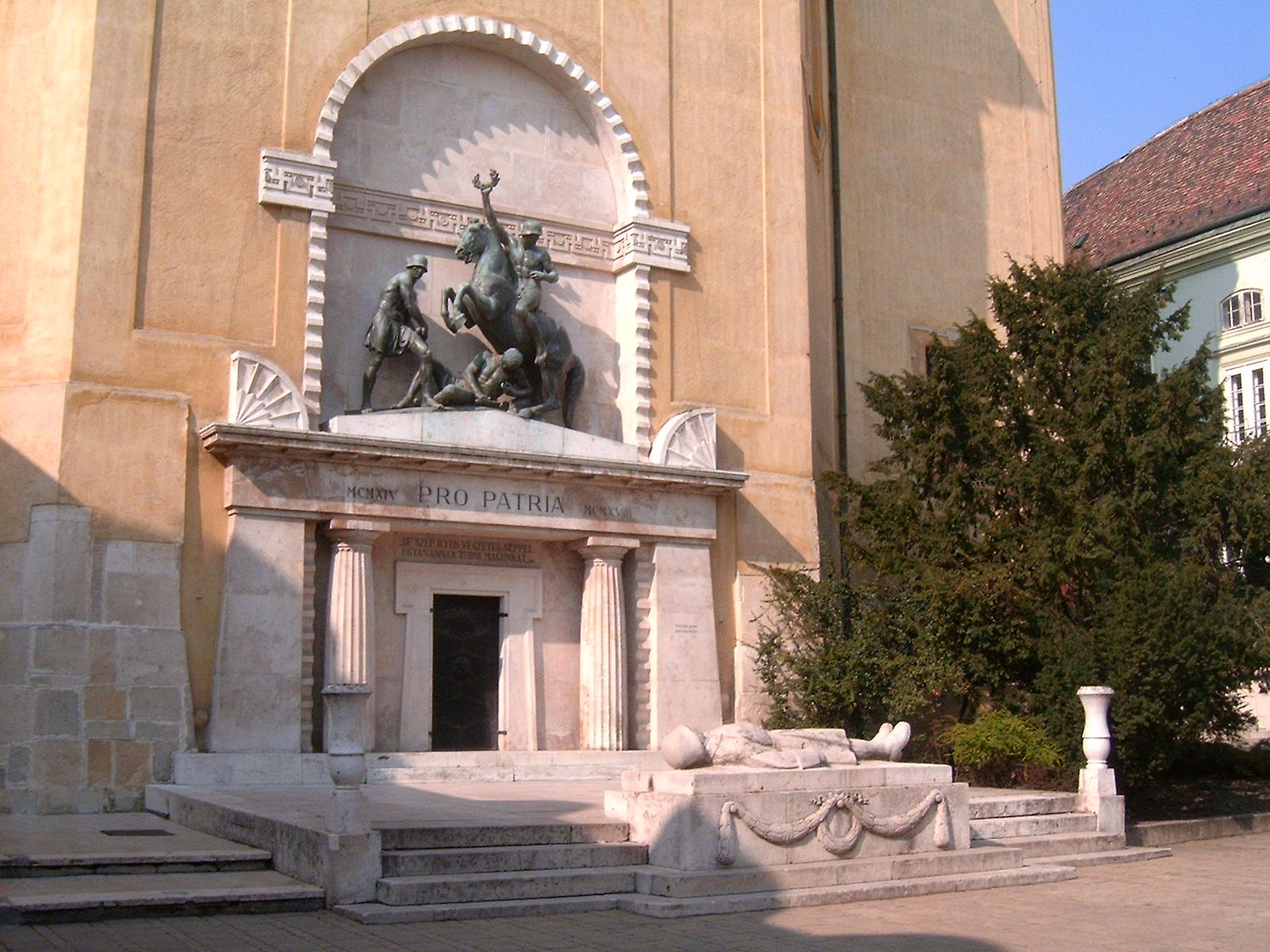
Az I. világháborús emlékmű a Hősök terén

A fehérvári Hősök terét az I. világháborús emlékmű uralja, mely a Szent István-bazilika altemplomának bejáratánál lett kialakítva. A bazilika román stílusú altemplomába is innen lehet lemenni.
Az I. világháborús emlékmű igen érdekes genezisű köztéri kompozíció, hiszen két fő, összetartozó, ugyanazon szobrász (Pásztor János) által készített elemének felállítása között tíz esztendő telt el. Az altemplom bejárata feletti ívben a hármas, lovasszobrot, álló illetve földön fekvő alakot magába foglaló bronz szoborcsoportot 1929-ben helyezték el. Ekkor azonban még a Szent István székesegyház keleti oldala előtt állt egy egyemeletes, timpanonos épület, a Szigethy testvérek a Fekete Elefánthoz címzett csemegekereskedése, melyet 1937-ben, a Városháza második átépítésekor elbontottak.
Az így kialakult kis terecskén helyezték el az oldalán domborművekkel díszített szarkofágot, tetején Pásztor János óriási fekvő halott katonáját ábrázoló mészkő szobrával. A műegyüttes ez utóbbi 1939-es felállítása (felfektetése) miatt hat meglehetősen szigorúan és morbidan, ott őriz magában egy szeletet az egész köztéri Fehérvárt jellemző bűntudatos önigazolásból, ugyanakkor eltagadhatatlanul monumentális. Az altemplom bejáratának a fenti módon történt első világháborús emlékművé formálásában építészként Hikisch Rezső vett részt.

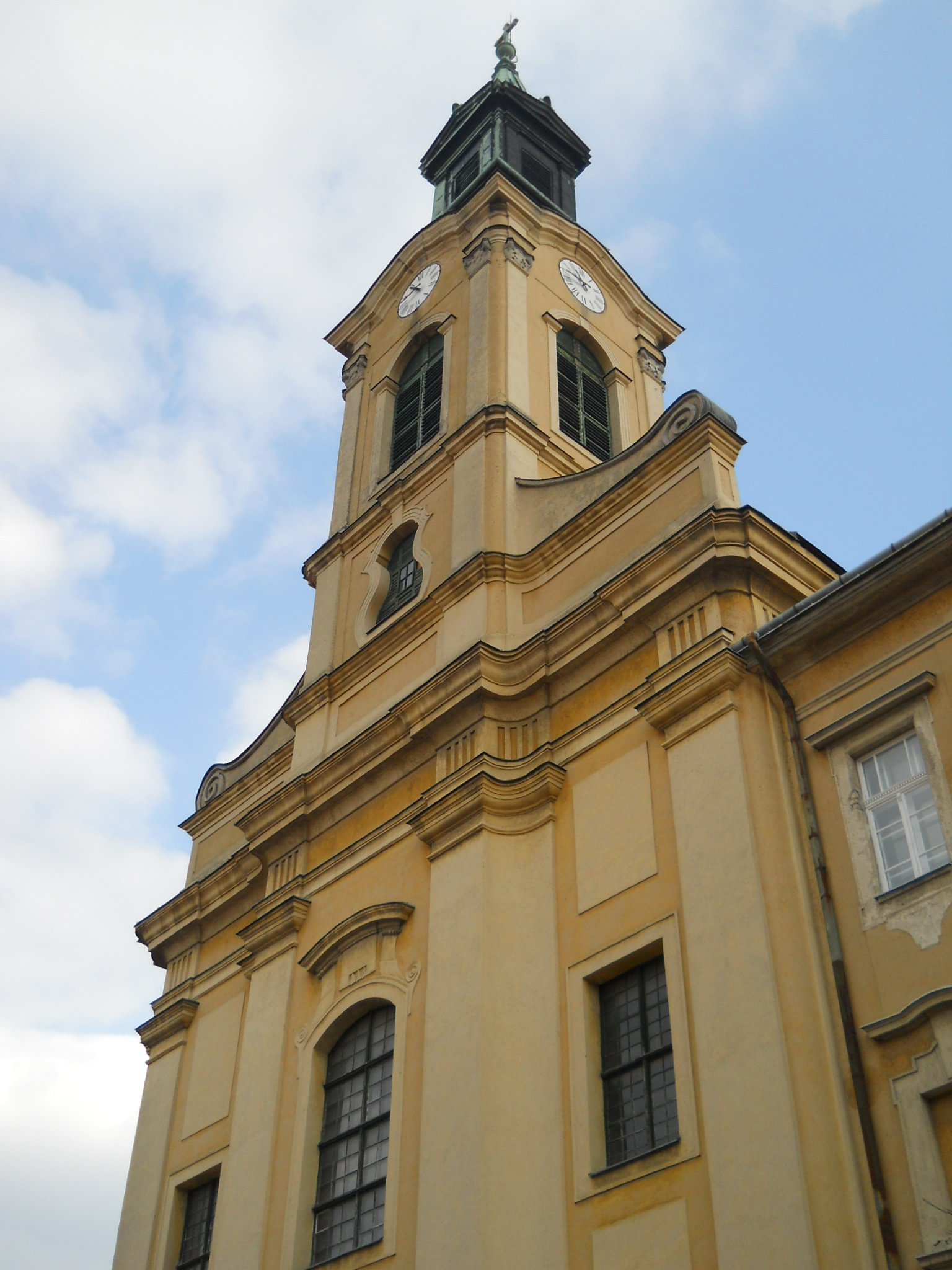
Karmelita templom

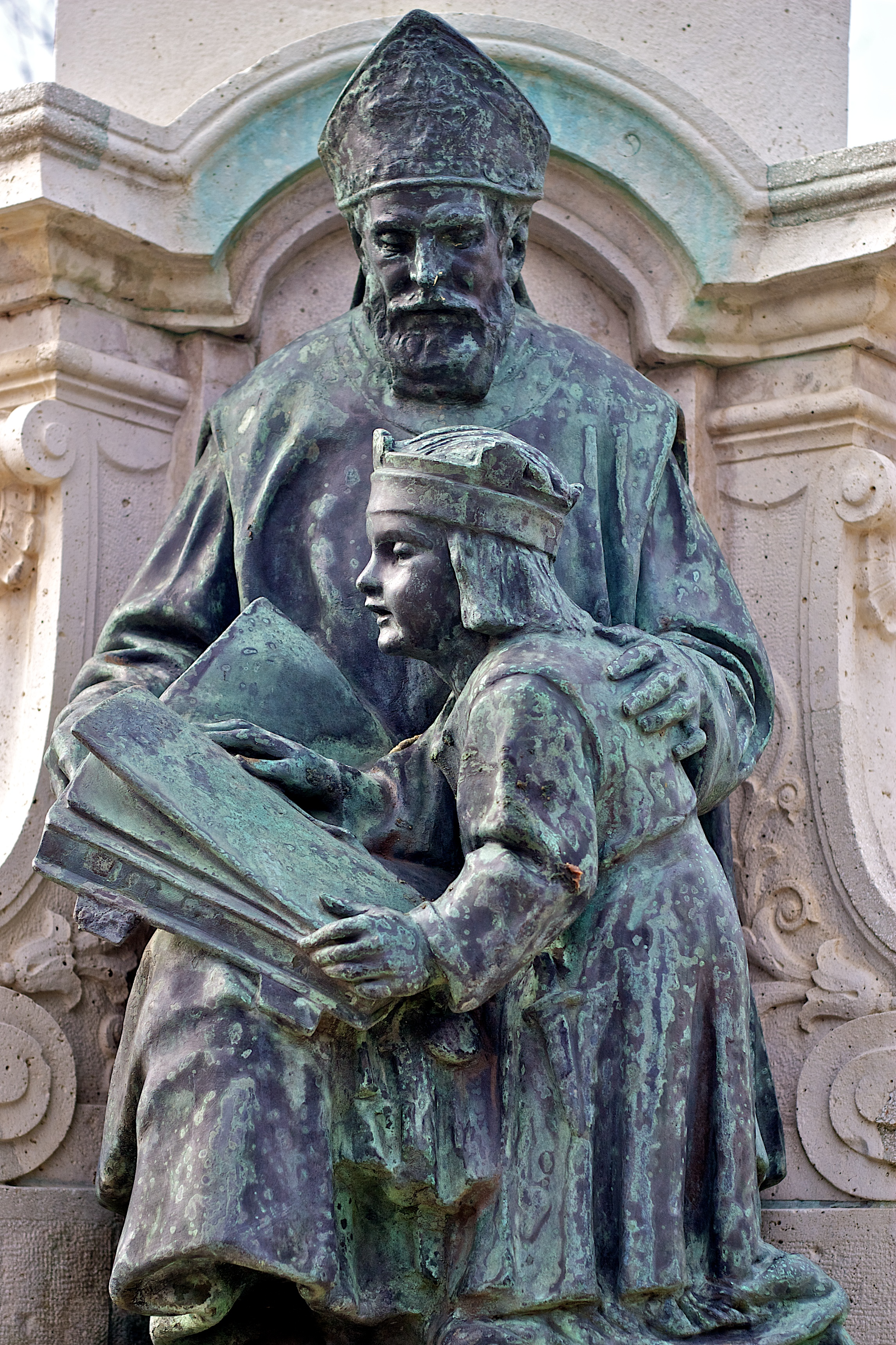
A Püspökkút egyik kompozíciója: Szent Gellért tanítja Imre herceget

A rendhagyó kompozíció feliratai: a bejárat feletti áthidaláson: 'MCMXIV PRO PATRIA MCMXVIII', a kapu felett, a beugróban: Be szép ily végzetes néppel / ugyanannak tudni magunkat Ady
- Karmelita templom

A karmeliták új templomukat 1731-1769 között építették, de egy korabeli feljegyzés szerint 1732 őszén az eredetileg Karmelhegyi Boldogasszony tiszteletére szentelt templomukat már használatba vették. A tervező-építő neve nem ismert. Freskóit a híres osztrák mester, Franz Anton Maulbertsch készítette.
A karmelita rendet segítő Nagy Lajos király szobrát a templom keleti oldalán állították fel.
- Fekete Sas Szálló

A Fekete Sas Szálló épülete az Ady Endre utcában található.
Az épület egyemeletes, klasszicista stílusban épült. Homlokzatát finoman tagolt párkányok jellemzik, a középhomlokzatot a háromszögletes oromzat emeli ki, benne a fekete sast ábrázoló domborművel. Mai formája az 1820-as évekből való. A székesfehérvári várnagyok laktak benne, majd a pálos szerzeteseké lett.
Az 1700-as évek elejétől egészen 1956-57-ig megszakításokkal vendégfogadó, illetve szálloda működött itt, Fekete Sas néven. Az épületet jelenleg a honvédség kezeli, de nem a funkciójának megfelelő célra használja fel (pl.: ejtőernyő varrodának). A szálló a város kulturális életében fontos szerepet játszott. Bálokat tartottak itt, a reformkori fiatalság gyülekező helye volt. Itt olvasták fel 1848. március 16-án a 12 pontot és a Nemzeti dalt.
- Püspökkút

Bory Jenő 1928-ban készült szobra a város millenniumi évében, 1972-ben került jelenlegi helyére, a Piac téri Várfal parkba, előtte a Városház téren (az Országalma helyén) és a vasútállomás előtt is volt. A kompozíción négy püspök alakja és egy katona látható.
A gyönyörű Piac téri látványt a dombra épült püspöki székesegyháznak a belvárosi háztetők fölé emelkedő hatalmas toronypárja egészíti ki.

## Múzeumok, kiállítások

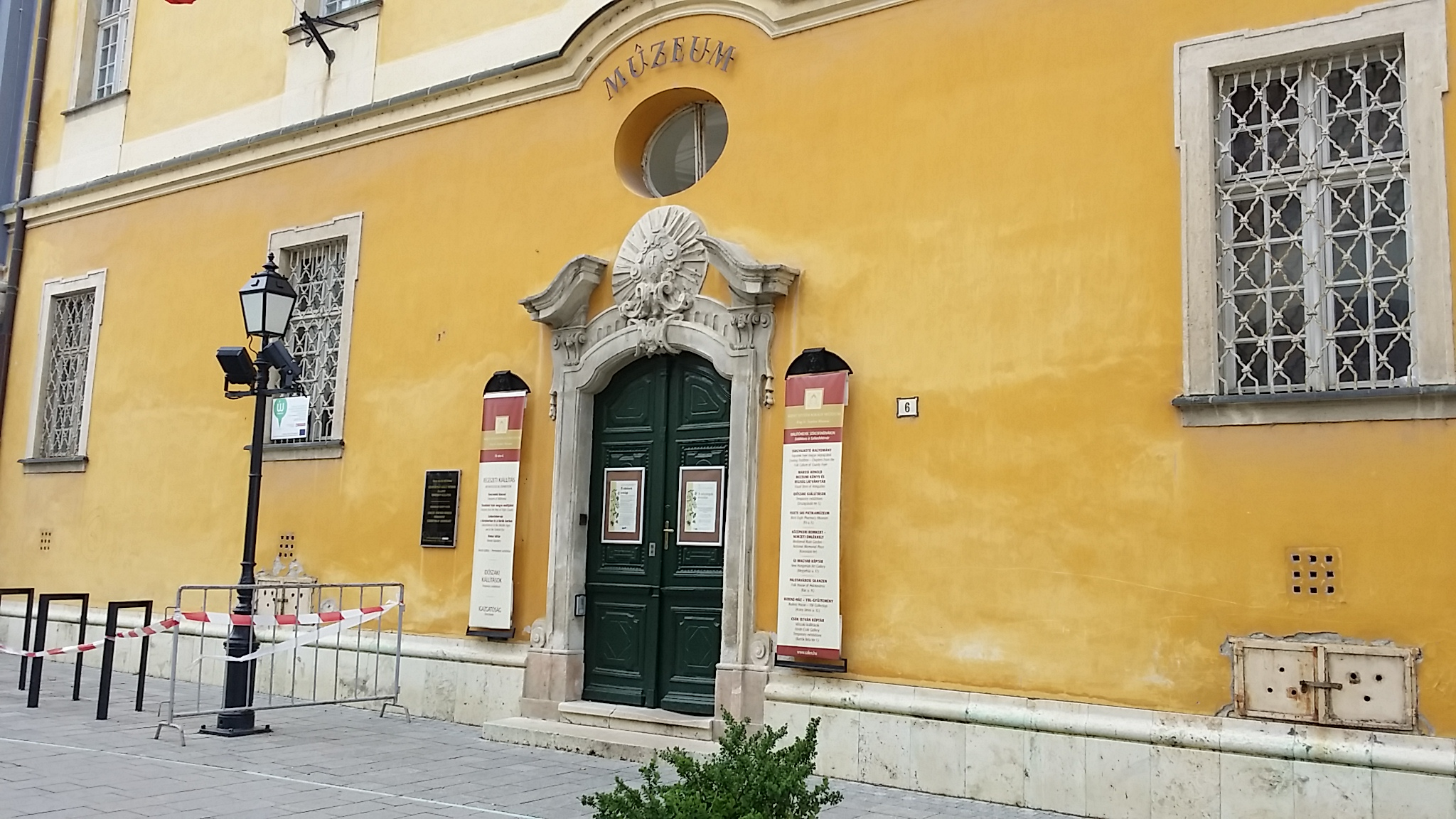
Szent István Király Múzeum, központi épület

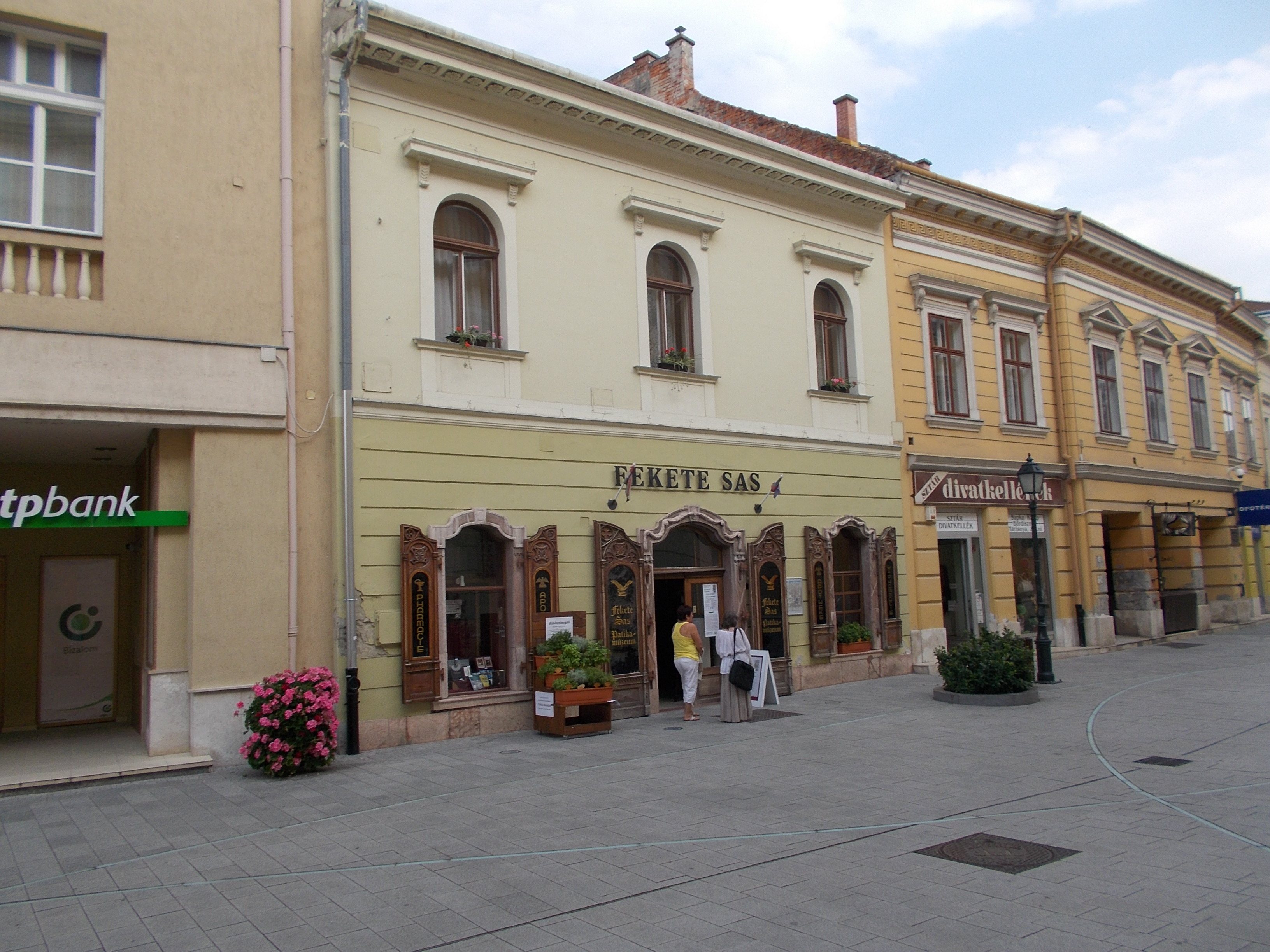
Fekete Sas Patikamúzeum

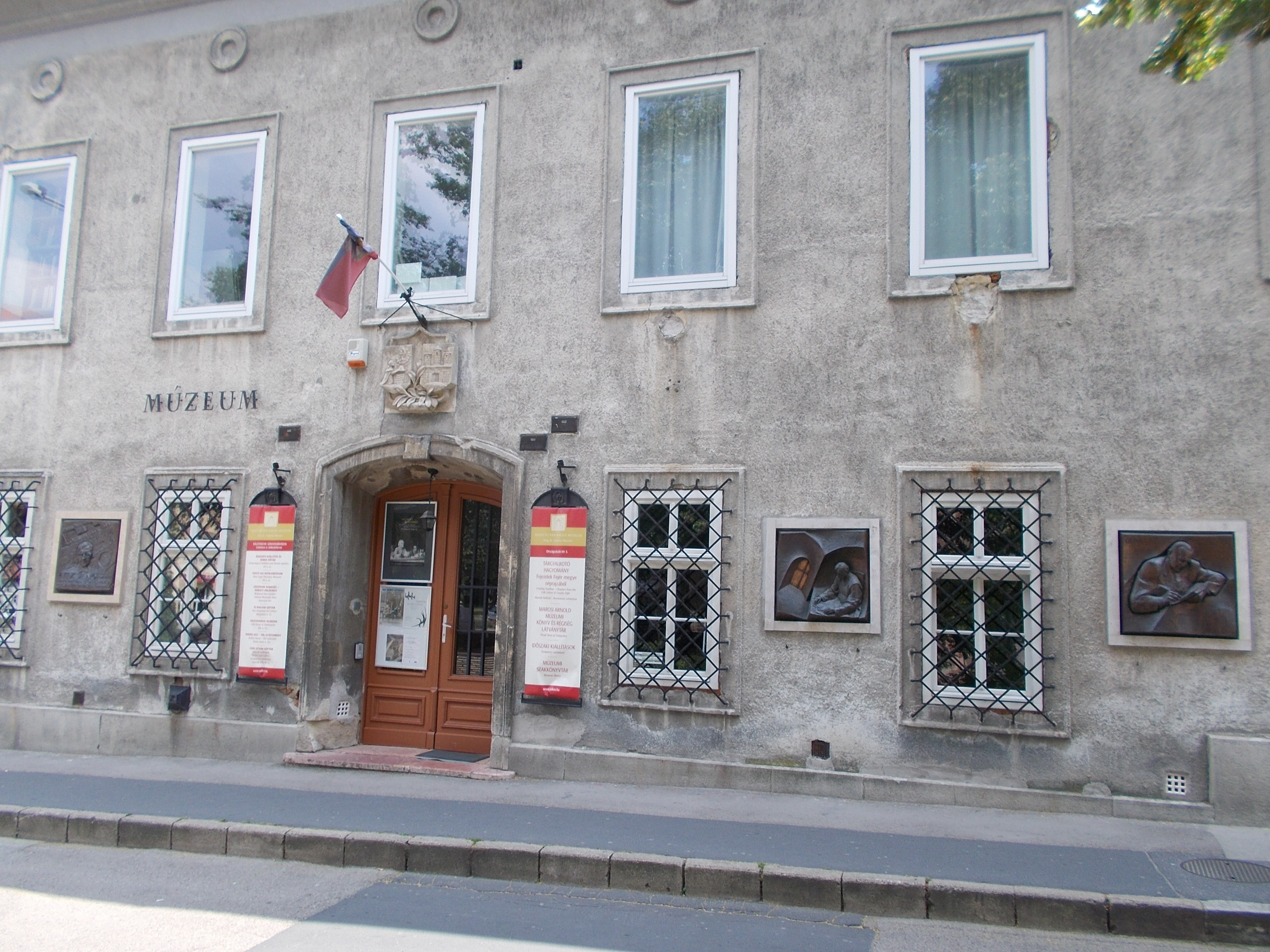
Országzászló téri épület

### Szent István Király Múzeum
- Központ, régészeti gyűjtemény, római kőtár, díszterem (Fő utca)
- Néprajzi gyűjtemény, Marosi Arnold Látványtár, múzeumi könyvtár (Országzászló tér)
- Fekete Sas Patikamúzeum (Fő utca)
- Új Magyar Képtár, Téglakiállítás (Megyeház utca)
- Középkori Romkert Nemzeti Emlékhely (Koronázó tér)
- Budenz-ház – Ybl-gyűjtemény (Arany János utca)
- Csók István Képtár (Bartók Béla tér)
- Schaár Erzsébet-gyűjtemény (Jókai utca)[4]

### Egyéb intézmények és kiállítóterek
- Székesfehérvári Egyházmegyei Múzeum (Városház tér)
- Hetedhét Játékmúzeum – Moskovszky- és Réber-gyűjtemény (Oskola utca)
- Városi Képtár – Deák Gyűjtemény (Oskola utca)
- Pelikán Galéria (Pelikán udvar)
- Óramúzeum (Kossuth Udvar)

## Fontosabb épületek

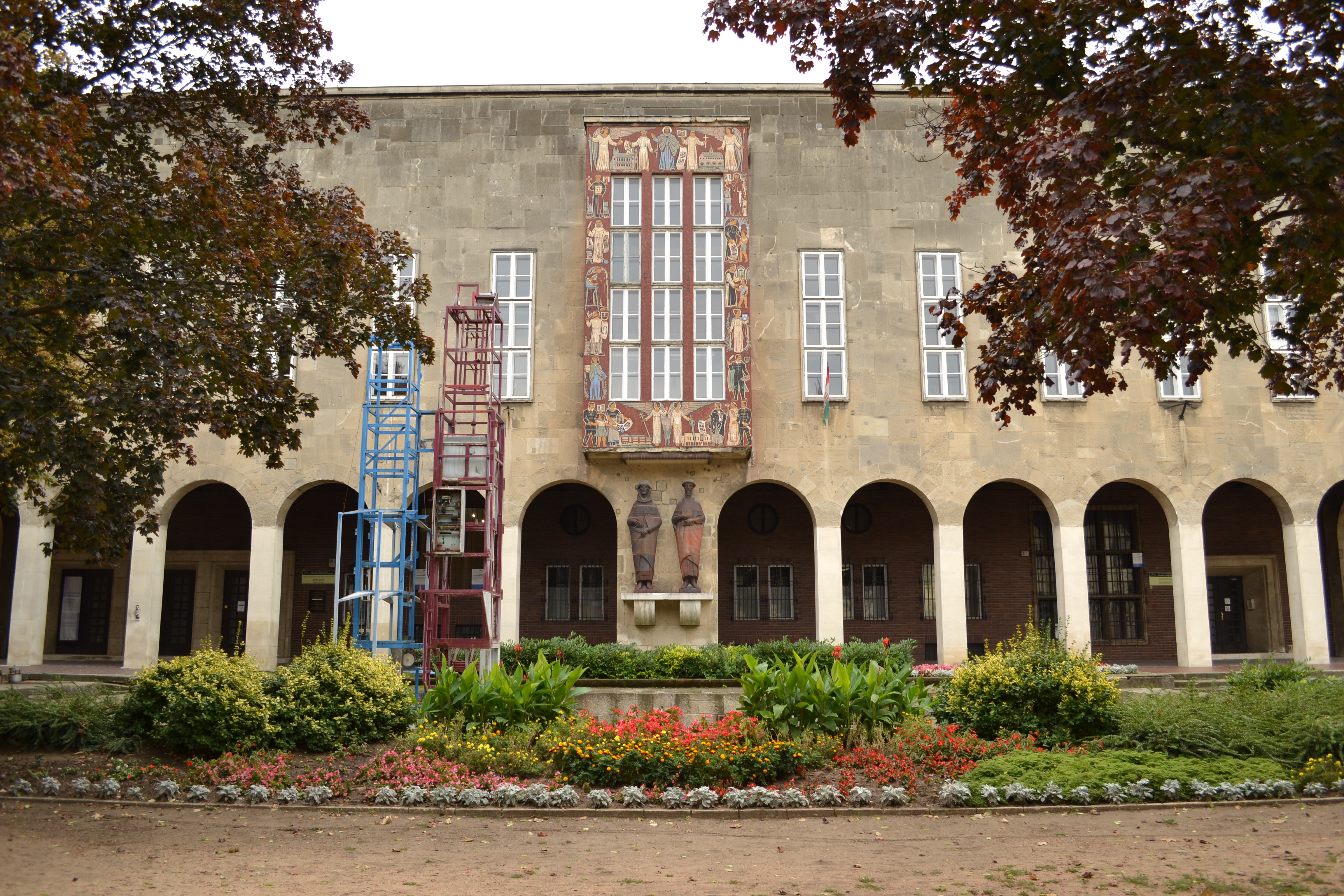
A Vörösmarty könyvtár és Csók képtár épülete

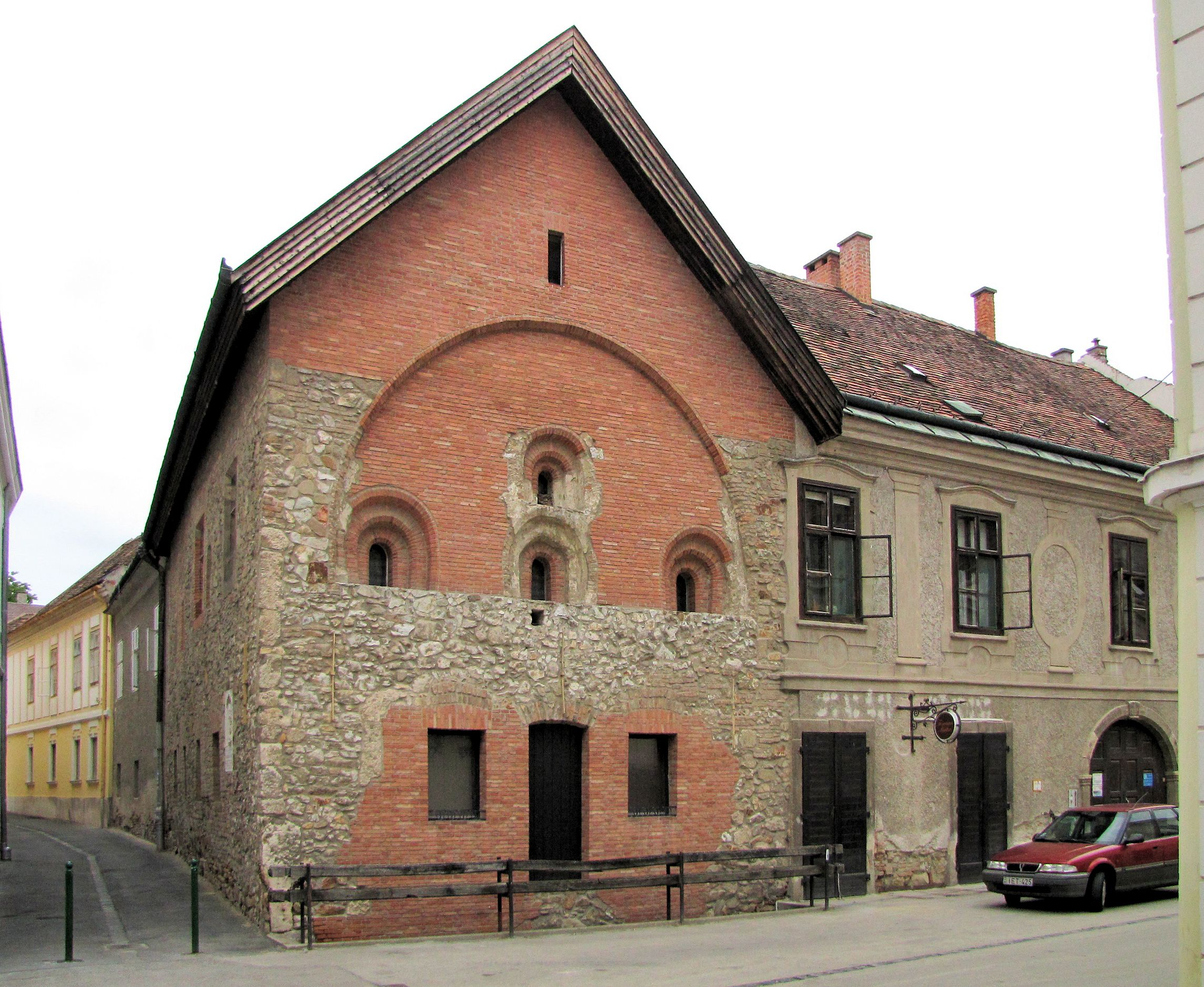
A kora-gótikus lakóház, Magyarország egyik legrégibb lakóháza

- Szent István-székesegyház (II. János Pál pápa tér)
- Szent Anna-kápolna (II. János Pál pápa tér)
- Szent Imre-templom (Városház tér)
- Ciszterci templom (Fő utca)
- Karmelita templom (Petőfi utca)
- Nagyboldogasszony-bazilika romjai (Koronázó tér)
- Püspöki Palota (Városház tér)
- Városháza (Városház tér)
- Magyarország legrégebbi lakóháza (Oskola utca)
- Hiemer-ház (Városház tér)
- Vörösmarty Színház (Fő utca)
- Hotel Magyar Király (Fő utca)
- Megyeháza (Szent István tér)
- Fejér Megyei Levéltár (Szent István tér)
- Árpád fürdő (Kossuth utca)
- Szent István-mauzóleum (Koronázó tér)
- Istenszemes ház (Megyeház utca)
- Budenz-ház (Arany János utca)
- Vörösmarty Mihály Könyvtár és Csók István Képtár (Bartók Béla tér)
- Kora-gótikus lakóház (Oskola utca)

## Fontosabb köztéri műalkotások

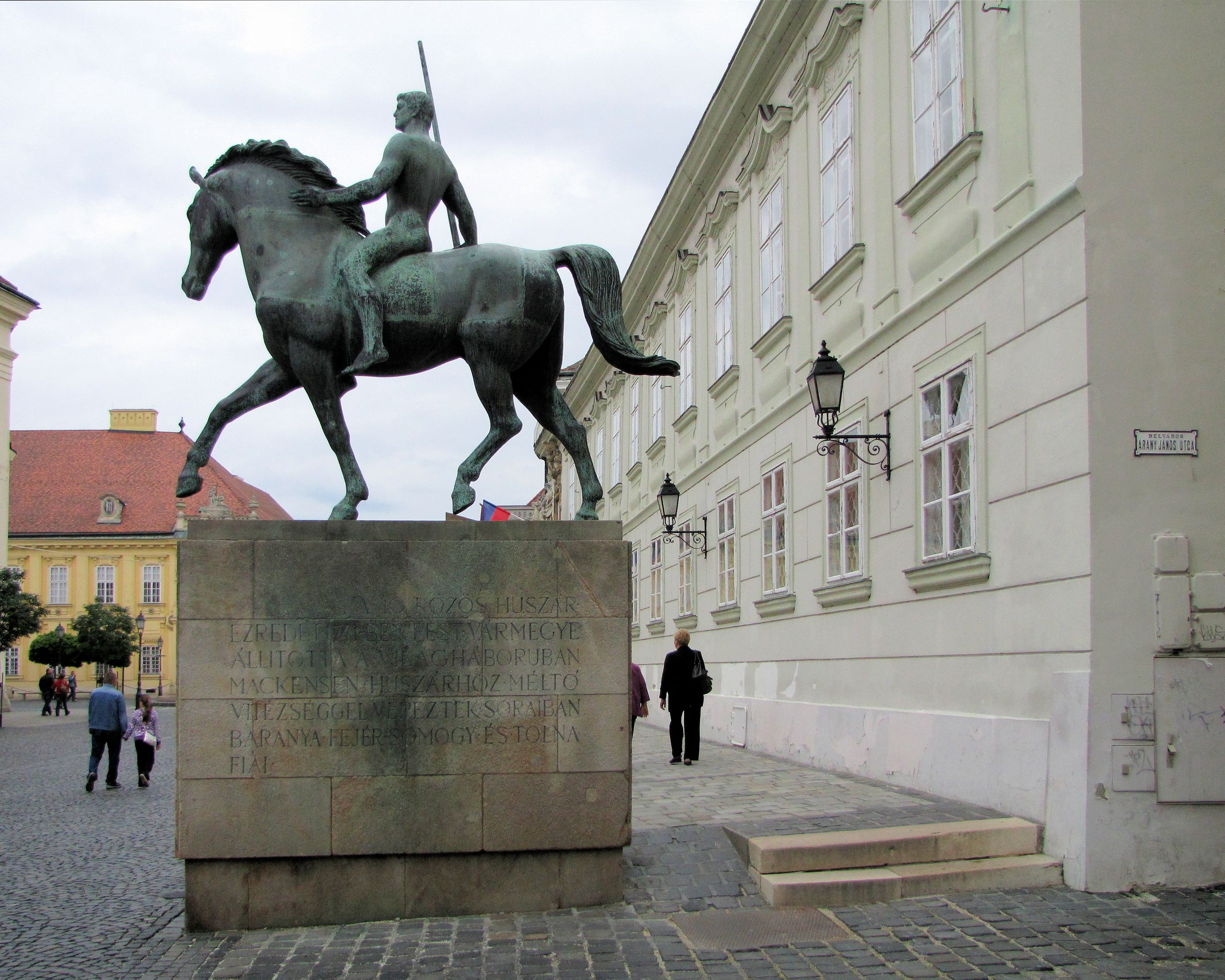
A tízes huszárok emlékműve, jobbra a városháza

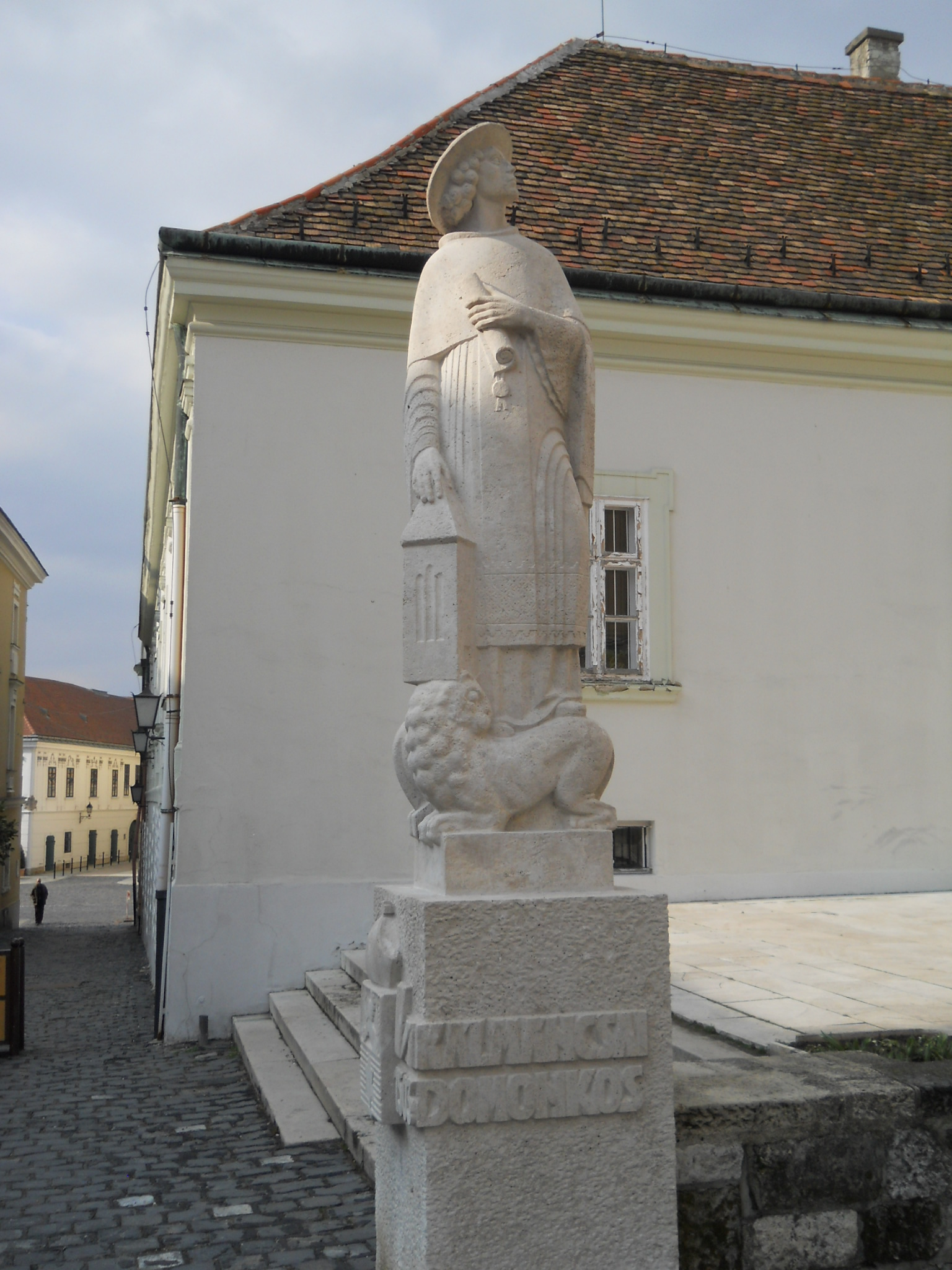
Kálmáncsai prépost szobra a székesegyháznál

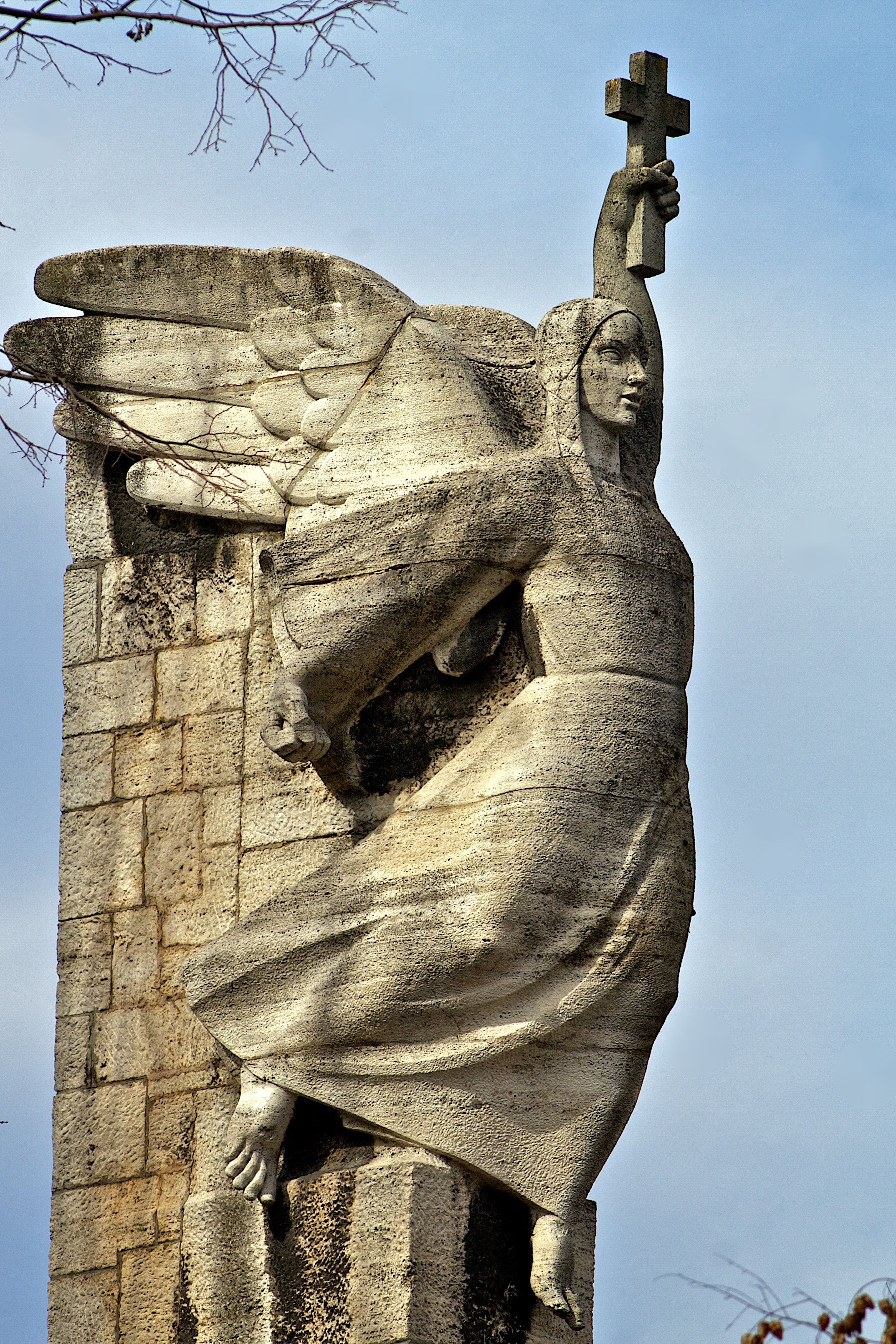
Prohászka Ottokár-emlékmű

- Tízes huszárok emlékműve (Városház tér)
- Országalma (Városház tér)
- Szent István-emlékjel (Városház tér)
- Mátyás király-emlékmű (Fő utca)
- Virágóra (Fő utca)
- Országzászló (Országzászló tér)
- Mujkó szobra (Városház tér)
- Püspökkút (Piac tér)
- Kati néni szobra (Liszt Ferenc utca)
- Géza nagyfejedelem szobra (Géza nagyfejedelem tér)
- Szűz Mária-kegyhely (Géza nagyfejedelem tér)
- Kálmáncsai Domokos szobra (II. János Pál pápa tér)
- I. világháborús emlékmű (Hősök tere)
- II. világháborús emlékmű (Városház tér)
- Varkocs-szobor (Fő utca)
- Szent István lovasszobra (Szent István tér)
- Órajáték (Kossuth udvar)
- Táncosnő (Kossuth utca-Táncsics Mihály utca)
- Nagy Lajos szobra (Kossuth utca-Petőfi utca)
- Maulbertsch-kút (Petőfi utca-Megyeház utca-Arany János utca)
- Játszó fiúk (Lakatos utca)
- Prohászka-emlékmű (Lakatos utca-Prohászka liget)
- Szent László mellszobra (Prohászka liget)
- Wathay Ferenc szobra (Prohászka liget)
- Szent Imre szobra (Oskola utca)
- A magyar vitéz (Oskola utca-Ady Endre utca)
- Kornis Gyula szobra (Bartók Béla tér)
- Klebelsberg Kunó szobra (Bartók Béla tér)
- Aba-Novák Vilmos szobra (Koronázó tér)